# Liste von Apfelsorten/S
Erläuterungen und Quellen: Siehe Hauptartikel!
| Apfelsorte | Bild                                                                                | Kreuzung aus                                                                        | Erstes Auftauchen | Anmerkungen | Quellen                                                                             |
| --- | ----------------------------------------------------------------------------------- | ----------------------------------------------------------------------------------- | --- | --- | ----------------------------------------------------------------------------------- |
| S. T. Wright |                                                                                     |                                                                                     | | | f                                                                                   |
| Sabaros |                                                                                     |                                                                                     | | | e, f                                                                                |
| Sabine Des Flamands | Siehe: Gravensteiner                                                                | Siehe: Gravensteiner                                                                | Siehe: Gravensteiner | Siehe: Gravensteiner | Siehe: Gravensteiner                                                                |
| Sabla Sinap (oder: Sinap Sabla) |                                                                                     |                                                                                     | | |                                                                                     |
| Sabot D'Eisden |                                                                                     |                                                                                     | | | o                                                                                   |
| Sabygard |                                                                                     | Mutation von Gravensteiner                                                          | | |                                                                                     |
| Sächsische Gelbe Renette | Siehe: Gelbe Sächsische Renette                                                     | Siehe: Gelbe Sächsische Renette                                                     | Siehe: Gelbe Sächsische Renette                                                                                              | Siehe: Gelbe Sächsische Renette | Siehe: Gelbe Sächsische Renette                                                     |
| Sächsischer Königsapfel |                                                                                     |                                                                                     | | | j                                                                                   |
| Sacramentsappel |                                                                                     |                                                                                     | | | f, j                                                                                |
| Saffar | Siehe: Safranapfel                                                                  | Siehe: Safranapfel                                                                  | Siehe: Safranapfel | Siehe: Safranapfel | Siehe: Safranapfel                                                                  |
| Safran-Reinette | Siehe: Safranapfel                                                                  | Siehe: Safranapfel                                                                  | Siehe: Safranapfel | Siehe: Safranapfel | Siehe: Safranapfel                                                                  |
| Safranapfel (oder: Saffar, Safran-Reinette) |                                                                                     |                                                                                     | um 1700, Erzgebirge, Vogtland                                                                                                | Beschreibung | h (Nr. 126, S. 141), j, o                                                           |
| Safrani Kitayka |                                                                                     | unbekannte europäische Kultursorte × asiatischer Wildapfel                          | Mutmaßlich Züchtung durch B. Mitschurin, Russland, seit dem Zweiten Weltkrieg auch in Österreich                             | |                                                                                     |
| Safranpepping |                                                                                     |                                                                                     | | | o                                                                                   |
| Säfstaholm | Siehe: Säfstaholms Rosenapfel                                                       | Siehe: Säfstaholms Rosenapfel                                                       | Siehe: Säfstaholms Rosenapfel                                                                                                | Siehe: Säfstaholms Rosenapfel | Siehe: Säfstaholms Rosenapfel                                                       |
| Säfstaholms Rosenapfel (oder: Roter Säfstaholms Rosenapfel, Säfstaholm, Sävstaholm) |                                                                                     |                                                                                     | | | f, h (Nr. 20, S. 23), o                                                             |
| Sahnelein | Siehe: Riesenantonowka                                                              | Siehe: Riesenantonowka                                                              | Siehe: Riesenantonowka | Siehe: Riesenantonowka | Siehe: Riesenantonowka                                                              |
| Saint Ailred |                                                                                     |                                                                                     | | | e, f                                                                                |
| Saint Albans Pippin |                                                                                     |                                                                                     | | | e, f                                                                                |
| Saint-Baussan |                                                                                     |                                                                                     | | | f                                                                                   |
| Saint Cecilia |                                                                                     | Cox Orange × Unbekannt                                                              | | | f, o                                                                                |
| Saint Edmund's Pippin |                                                                                     |                                                                                     | | | a, f                                                                                |
| Saint Everard |                                                                                     | Cox Orange × Muskatrenette                                                          | | | a, f                                                                                |
| Saint Jean | Siehe: Weißer Klarapfel                                                             | Siehe: Weißer Klarapfel                                                             | Siehe: Weißer Klarapfel | Siehe: Weißer Klarapfel | Siehe: Weißer Klarapfel                                                             |
| Saint Julian |                                                                                     |                                                                                     | | |                                                                                     |
| Saint Lawrence | Siehe: Sankt Lorenz Apfel                                                           | Siehe: Sankt Lorenz Apfel                                                           | Siehe: Sankt Lorenz Apfel | Siehe: Sankt Lorenz Apfel | Siehe: Sankt Lorenz Apfel                                                           |
| Saint Magdalene | Siehe: Magdalene                                                                    | Siehe: Magdalene                                                                    | Siehe: Magdalene | Siehe: Magdalene | Siehe: Magdalene                                                                    |
| Saint Martin (oder: Saint Martin's) |                                                                                     |                                                                                     | | Herstellung von Cidre | e, f                                                                                |
| Saint Martin's | Siehe: Saint Martin                                                                 | Siehe: Saint Martin                                                                 | Siehe: Saint Martin | Siehe: Saint Martin | Siehe: Saint Martin                                                                 |
| Saint Nicolas |                                                                                     |                                                                                     | | |                                                                                     |
| Sainte Anne | Siehe: Weißer Klarapfel                                                             | Siehe: Weißer Klarapfel                                                             | Siehe: Weißer Klarapfel | Siehe: Weißer Klarapfel | Siehe: Weißer Klarapfel                                                             |
| Sainte Germaine |                                                                                     |                                                                                     | | |                                                                                     |
| Salemer | Siehe: Rheinischer Winterrambur                                                     | Siehe: Rheinischer Winterrambur                                                     | Siehe: Rheinischer Winterrambur                                                                                              | Siehe: Rheinischer Winterrambur | Siehe: Rheinischer Winterrambur                                                     |
| Salemer Klosterapfel | Siehe: Rheinischer Winterrambur                                                     | Siehe: Rheinischer Winterrambur                                                     | Siehe: Rheinischer Winterrambur                                                                                              | Siehe: Rheinischer Winterrambur | Siehe: Rheinischer Winterrambur                                                     |
| Sali Spur |                                                                                     |                                                                                     | | | e                                                                                   |
| Salemer Klosterapfel |                                                                                     |                                                                                     | | Ziemlich groß, breitkegelförmig, oder mehr kugelig und nach dem Kelch etwas mehr abnehmend. Fleisch weiß, fest, markig, süßweinsäuerlich, schwach gewürzt, angenehm, erfrischend, genügend saftreich. Reife Januar -März | j, p (S. 571)                                                                       |
| Salome |                                                                                     |                                                                                     | | | f, j, p (S. 572)                                                                    |
| Salomönler |                                                                                     |                                                                                     | | | o                                                                                   |
| Saltcote Pippin |                                                                                     |                                                                                     | | | f                                                                                   |
| Saltmarsh's Queen | Siehe: Königinapfel                                                                 | Siehe: Königinapfel                                                                 | Siehe: Königinapfel | Siehe: Königinapfel | Siehe: Königinapfel                                                                 |
| Salute |                                                                                     |                                                                                     | | | e                                                                                   |
| Salzburger Rosenstreifling |                                                                                     |                                                                                     | | | h (Nr. 614, S. 681)                                                                 |
| Salzburger Rosmarinapfel |                                                                                     |                                                                                     | | | o                                                                                   |
| Sam Kuehn |                                                                                     |                                                                                     | | |                                                                                     |
| Sambóa | Siehe: Isadora, Luiza, Venice                                                       | Siehe: Isadora, Luiza, Venice                                                       | Siehe: Isadora, Luiza, Venice                                                                                                | Siehe: Isadora, Luiza, Venice | Siehe: Isadora, Luiza, Venice                                                       |
| Sam Young |                                                                                     |                                                                                     | | | a, f                                                                                |
| Samerling |                                                                                     |                                                                                     | | | o                                                                                   |
| Sämling Aus Ecklinville (oder: Ecklinville) |                                                                                     |                                                                                     | | | f, h (Nr. 247, S. 278)                                                              |
| Sämling Aus Hochelheim (oder: Hochelheimer Reinette) |                                                                                     |                                                                                     | | | p (S. 573)                                                                          |
| Sämling Von Beachamwell |                                                                                     |                                                                                     | | | h (Nr. 351, S. 398)                                                                 |
| Sämling Von Cox's Orange Reinette |                                                                                     |                                                                                     | | | p (S. 574)                                                                          |
| Sämling Von Hain |                                                                                     |                                                                                     | | | j                                                                                   |
| Sammetapfel | Siehe: Roter Augustiner                                                             | Siehe: Roter Augustiner                                                             | Siehe: Roter Augustiner | Siehe: Roter Augustiner | Siehe: Roter Augustiner                                                             |
| Sampion | Siehe: Shampion                                                                     | Siehe: Shampion                                                                     | Siehe: Shampion | Siehe: Shampion | Siehe: Shampion                                                                     |
| San Jacinto |                                                                                     |                                                                                     | | | o                                                                                   |
| San Juan |                                                                                     |                                                                                     | | | e                                                                                   |
| San Peinte |                                                                                     |                                                                                     | | | f                                                                                   |
| Sandbrook |                                                                                     |                                                                                     | | |                                                                                     |
| Sandel |                                                                                     |                                                                                     | | | e                                                                                   |
| Sandew |                                                                                     |                                                                                     | | | f                                                                                   |
| Sandidge | Siehe: Super Chief Delicious                                                        | Siehe: Super Chief Delicious                                                        | Siehe: Super Chief Delicious                                                                                                 | Siehe: Super Chief Delicious | Siehe: Super Chief Delicious                                                        |
| Sandlin Duchess |                                                                                     |                                                                                     | | | f                                                                                   |
| Sandling |                                                                                     |                                                                                     | | | e                                                                                   |
| Sandow |                                                                                     |                                                                                     | | | a, f                                                                                |
| Sandringham |                                                                                     |                                                                                     | | | e, f                                                                                |
| Sankt Lorenz Apfel (oder: Saint Lawrence) |                                                                                     |                                                                                     | | | f                                                                                   |
| Sankt Pauler Weinapfel |                                                                                     |                                                                                     | | | o                                                                                   |
| Sankt Wendeler | Siehe: Wagenerapfel                                                                 | Siehe: Wagenerapfel                                                                 | Siehe: Wagenerapfel | Siehe: Wagenerapfel | Siehe: Wagenerapfel                                                                 |
| Sans Graine |                                                                                     |                                                                                     | | | o                                                                                   |
| Sans Pareil | Siehe: Sanspareil                                                                   | Siehe: Sanspareil                                                                   | Siehe: Sanspareil | Siehe: Sanspareil | Siehe: Sanspareil                                                                   |
| Sans Pareil De Peasgood | Siehe: Peasgoods Sondergleichen                                                     | Siehe: Peasgoods Sondergleichen                                                     | Siehe: Peasgoods Sondergleichen                                                                                              | Siehe: Peasgoods Sondergleichen | Siehe: Peasgoods Sondergleichen                                                     |
| Sansa |                                                                                     | Gala von Akane                                                                      | 1986 in Morioka, Japan | | a, d, j, o                                                                          |
| Sanspareil (oder: Langton's Nonsuch, Langtons Sondergleichen, Langtons Sondersgleichen, Maiden, Sans Pareil) |                                                                                     |                                                                                     | vor 1900 | | a, f, h (Nr. 595, S. 662), j, o, p (S. 457)                                         |
| Santa Rosa |                                                                                     |                                                                                     | | |                                                                                     |
| Santana |                                                                                     |                                                                                     | 1978 in Wageningen, Niederlande                                                                                              | | a, c, f, j, o                                                                       |
| Sapora |                                                                                     | Rubinette x Fuji                                                                    | | | a, o                                                                                |
| Särsö |                                                                                     |                                                                                     | | |                                                                                     |
| Saturn |                                                                                     |                                                                                     | 1980 in Kent, UK | | a, c, f, o                                                                          |
| Sauergrauech (oder: Grauech, Riengel) |                                                                                     | Zufallssämling                                                                      | Kanton Bern | | j, o                                                                                |
| Sauergrauech Rouge | Siehe: Roter Sauergrauech                                                           | Siehe: Roter Sauergrauech                                                           | Siehe: Roter Sauergrauech | Siehe: Roter Sauergrauech | Siehe: Roter Sauergrauech                                                           |
| Säuerlicher Köberling |                                                                                     |                                                                                     | | | p (S. 575)                                                                          |
| Saure Graue Gold-Reinette |                                                                                     |                                                                                     | | | o                                                                                   |
| Saurer Böhmer |                                                                                     |                                                                                     | | | p (S. 576)                                                                          |
| Saurer Lederapfel |                                                                                     |                                                                                     | | | o                                                                                   |
| Saurer Maienapfel |                                                                                     |                                                                                     | | | o                                                                                   |
| Saurer Rosenstreifling |                                                                                     |                                                                                     | | Benannt durch Richard Zorn. | p (S. 577)                                                                          |
| Saurer Striefeler |                                                                                     |                                                                                     | | | o                                                                                   |
| Saurer Usterapfel |                                                                                     |                                                                                     | | | o                                                                                   |
| Saurer Weinapfel |                                                                                     |                                                                                     | | Benannt durch Richard Zorn. | p (S. 578)                                                                          |
| Sauvageon (oder: Inra 184) |                                                                                     |                                                                                     | | | f                                                                                   |
| Sauvagion Adrienne |                                                                                     |                                                                                     | | | e                                                                                   |
| Sauvenir |                                                                                     |                                                                                     | | | e                                                                                   |
| Sävstaholm | Siehe: Säfstaholms Rosenapfel                                                       | Siehe: Säfstaholms Rosenapfel                                                       | Siehe: Säfstaholms Rosenapfel                                                                                                | Siehe: Säfstaholms Rosenapfel | Siehe: Säfstaholms Rosenapfel                                                       |
| Scarlet Cranberry |                                                                                     |                                                                                     | | |                                                                                     |
| Scarlet Crofton |                                                                                     |                                                                                     | | | a, e, f                                                                             |
| Scarlet Gala |                                                                                     | Mutation von Gala                                                                   | | | a,                                                                                  |
| Scarlet Nonpareil |                                                                                     |                                                                                     | | | e, f                                                                                |
| Scarlet O'Hara (oder: Scarlett O'Hara) |                                                                                     |                                                                                     | | | a, e, o                                                                             |
| Scarlet Pearmain | Siehe: Scharlachrote Parmäne                                                        | Siehe: Scharlachrote Parmäne                                                        | Siehe: Scharlachrote Parmäne                                                                                                 | Siehe: Scharlachrote Parmäne | Siehe: Scharlachrote Parmäne                                                        |
| Scarlet Pearmain S. T. P. |                                                                                     |                                                                                     | | | e                                                                                   |
| Scarlet Pimpernel | Siehe: Stark's Earliest                                                             | Siehe: Stark's Earliest                                                             | Siehe: Stark's Earliest | Siehe: Stark's Earliest | Siehe: Stark's Earliest                                                             |
| Scarlet Pippin |                                                                                     |                                                                                     | | | a                                                                                   |
| Scarlet Spur | Siehe: Scarlet Spur Delicious                                                       | Siehe: Scarlet Spur Delicious                                                       | Siehe: Scarlet Spur Delicious                                                                                                | Siehe: Scarlet Spur Delicious | Siehe: Scarlet Spur Delicious                                                       |
| Scarlet Spur Delicious (oder: Evasni, Scarlet Spur) |                                                                                     | Mutation von Oregon Spur Delicious                                                  | | | e                                                                                   |
| Scarlet Staymared |                                                                                     |                                                                                     | | | f                                                                                   |
| Scarlet Surprise |                                                                                     |                                                                                     | | | a                                                                                   |
| Scarlett O'Hara | Siehe: Scarlet O'Hara                                                               | Siehe: Scarlet O'Hara                                                               | Siehe: Scarlet O'Hara | Siehe: Scarlet O'Hara | Siehe: Scarlet O'Hara                                                               |
| Schäferapfel |                                                                                     |                                                                                     | | Benannt durch Richard Zorn. | p (S. 579)                                                                          |
| Schaffelder |                                                                                     |                                                                                     | | | p (S. 580)                                                                          |
| Schafskopf | Siehe: Bohnapfel                                                                    | Siehe: Bohnapfel                                                                    | Siehe: Bohnapfel | Siehe: Bohnapfel | Siehe: Bohnapfel                                                                    |
| Schafsnase | Siehe: Berliner Schafnase, Gelber Bellefleur, Keuleman, Prinzenapfel, Spitzwissiker | Siehe: Berliner Schafnase, Gelber Bellefleur, Keuleman, Prinzenapfel, Spitzwissiker | Siehe: Berliner Schafnase, Gelber Bellefleur, Keuleman, Prinzenapfel, Spitzwissiker                                          | Siehe: Berliner Schafnase, Gelber Bellefleur, Keuleman, Prinzenapfel, Spitzwissiker | Siehe: Berliner Schafnase, Gelber Bellefleur, Keuleman, Prinzenapfel, Spitzwissiker |
| Schagglebel | Siehe: Jakob Lebel                                                                  | Siehe: Jakob Lebel                                                                  | Siehe: Jakob Lebel | Siehe: Jakob Lebel | Siehe: Jakob Lebel                                                                  |
| Schalbyer Rosenapfel |                                                                                     |                                                                                     | | | j, o                                                                                |
| Scharlachrote Parmäne (oder: Scarlet Pearmain) |                                                                                     |                                                                                     | | | f, h (Nr. 456, S. 508), o                                                           |
| Scharlachroter Nonpareil |                                                                                     |                                                                                     | | | h (Nr. 482, S. 535)                                                                 |
| Schärlis Wildling | Siehe: Rheinischer Winterrambur                                                     | Siehe: Rheinischer Winterrambur                                                     | Siehe: Rheinischer Winterrambur                                                                                              | Siehe: Rheinischer Winterrambur | Siehe: Rheinischer Winterrambur                                                     |
| Schätzle | Siehe: Champagnerrenette                                                            | Siehe: Champagnerrenette                                                            | Siehe: Champagnerrenette | Siehe: Champagnerrenette | Siehe: Champagnerrenette                                                            |
| Scheibenapfel | Siehe: Gelber Edelapfel                                                             | Siehe: Gelber Edelapfel                                                             | Siehe: Gelber Edelapfel | Siehe: Gelber Edelapfel | Siehe: Gelber Edelapfel                                                             |
| Scheidecker Crab |                                                                                     |                                                                                     | | | e                                                                                   |
| Schell |                                                                                     |                                                                                     | | | e                                                                                   |
| Scheuernapfel |                                                                                     |                                                                                     | | | p (S. 583)                                                                          |
| Schicks Rheinischer Landapfel |                                                                                     |                                                                                     | | | h (Nr. 57, S. 65), j, o, p (S. 584)                                                 |
| Schiebler | Siehe: Breitacher                                                                   | Siehe: Breitacher                                                                   | Siehe: Breitacher | Siehe: Breitacher | Siehe: Breitacher                                                                   |
| Schieblers Taubenapfel |                                                                                     | In Celle Niedersachsen von einem Herrn Schiebler aus Samen gezogen                  | | Beschreibung | h (Nr. 218, S. 243), j, o                                                           |
| Schiersteiner Schöner | Siehe: Schöner Aus Schierstein                                                      | Siehe: Schöner Aus Schierstein                                                      | Siehe: Schöner Aus Schierstein                                                                                               | Siehe: Schöner Aus Schierstein | Siehe: Schöner Aus Schierstein                                                      |
| Schillers Rosenapfel |                                                                                     |                                                                                     | | | h (Nr. 163, S. 184)                                                                 |
| Schinto |                                                                                     |                                                                                     | | | e                                                                                   |
| Schinzenapfel |                                                                                     |                                                                                     | | | o                                                                                   |
| Schittler |                                                                                     |                                                                                     | | | o                                                                                   |
| Schiver |                                                                                     |                                                                                     | | |                                                                                     |
| Schlesischer Lehmapfel |                                                                                     |                                                                                     | | | j, o                                                                                |
| Schlesischer Rotborsdorfer |                                                                                     |                                                                                     | | | j, o                                                                                |
| Schleswiger Erdbeerapfel | Siehe: Sommer-Parmäne                                                               | Siehe: Sommer-Parmäne                                                               | Siehe: Sommer-Parmäne | Siehe: Sommer-Parmäne | Siehe: Sommer-Parmäne                                                               |
| Schleswiger Renette |                                                                                     |                                                                                     | | |                                                                                     |
| Schliecht Spur Delicious |                                                                                     |                                                                                     | | | e                                                                                   |
| Schlittscher Apfel |                                                                                     |                                                                                     | | | s                                                                                   |
| Schlodderabbel | Siehe: Bachapfel                                                                    | Siehe: Bachapfel                                                                    | Siehe: Bachapfel | Siehe: Bachapfel | Siehe: Bachapfel                                                                    |
| Schloss Stirling |                                                                                     |                                                                                     | | | h (Nr. 662, S. 738)                                                                 |
| Schlössers Grünling |                                                                                     |                                                                                     | | | h (Nr. 58, S. 66)                                                                   |
| Schlotterapfel | Siehe: Prinzenapfel                                                                 | Siehe: Prinzenapfel                                                                 | Siehe: Prinzenapfel | Siehe: Prinzenapfel | Siehe: Prinzenapfel                                                                 |
| Schmalzprinz (oder: Kardinalprinz) |                                                                                     |                                                                                     | | | j, o                                                                                |
| Schmeckapfel |                                                                                     |                                                                                     | | | p (S. 585)                                                                          |
| Schmerlenapfel |                                                                                     |                                                                                     | | | p (S. 586)                                                                          |
| Schmidberger Renette (oder: Gestreifte Winterparmäne, Grünlocherl, Plankenapfel, Schmidberger Rote Renette, Schmidbergers Renette, Schmidbergers Rote Renette, Schmidtberger Reinette, Schmidtberger Renette, Schmidtbergers Renette, Schmidtbergers Rote Reinette, Schmidtbergers Rote Renette) |                                                                                     |                                                                                     | | Beschreibung | a, f, h (Nr. 453, S. 505), j, o                                                     |
| Schmidberger Rote Renette | Siehe: Schmidberger Renette                                                         | Siehe: Schmidberger Renette                                                         | Siehe: Schmidberger Renette                                                                                                  | Siehe: Schmidberger Renette | Siehe: Schmidberger Renette                                                         |
| Schmidbergers Renette | Siehe: Schmidberger Renette                                                         | Siehe: Schmidberger Renette                                                         | Siehe: Schmidberger Renette                                                                                                  | Siehe: Schmidberger Renette | Siehe: Schmidberger Renette                                                         |
| Schmidbergers Rote Renette | Siehe: Schmidberger Renette                                                         | Siehe: Schmidberger Renette                                                         | Siehe: Schmidberger Renette                                                                                                  | Siehe: Schmidberger Renette | Siehe: Schmidberger Renette                                                         |
| Schmiedeapfel | Siehe: Brauner Matapfel                                                             | Siehe: Brauner Matapfel                                                             | Siehe: Brauner Matapfel | Siehe: Brauner Matapfel | Siehe: Brauner Matapfel                                                             |
| Schmidtberger Reinette | Siehe: Schmidberger Renette                                                         | Siehe: Schmidberger Renette                                                         | Siehe: Schmidberger Renette                                                                                                  | Siehe: Schmidberger Renette | Siehe: Schmidberger Renette                                                         |
| Schmidtberger Renette | Siehe: Schmidberger Renette                                                         | Siehe: Schmidberger Renette                                                         | Siehe: Schmidberger Renette                                                                                                  | Siehe: Schmidberger Renette | Siehe: Schmidberger Renette                                                         |
| Schmidtbergers Rote Reinette | Siehe: Schmidberger Renette                                                         | Siehe: Schmidberger Renette                                                         | Siehe: Schmidberger Renette                                                                                                  | Siehe: Schmidberger Renette | Siehe: Schmidberger Renette                                                         |
| Schmidtbergers Rote Renette | Siehe: Schmidberger Renette                                                         | Siehe: Schmidberger Renette                                                         | Siehe: Schmidberger Renette                                                                                                  | Siehe: Schmidberger Renette | Siehe: Schmidberger Renette                                                         |
| Schmiedeapfel |                                                                                     |                                                                                     | | | h (Nr. 125, S. 140)                                                                 |
| Schnabelsapfel |                                                                                     |                                                                                     | | | o                                                                                   |
| Schnee-Calvill (oder: Schneekalvill) |                                                                                     |                                                                                     | | | h (Nr. 13, S. 16), o                                                                |
| Schneekalvill | Siehe: Schnee-Calvill                                                               | Siehe: Schnee-Calvill                                                               | Siehe: Schnee-Calvill | Siehe: Schnee-Calvill | Siehe: Schnee-Calvill                                                               |
| Schneeweißer Streifling |                                                                                     |                                                                                     | | Benannt durch Richard Zorn. | p (S. 587)                                                                          |
| Schneiderapfel (oder: Albisser, Streifacher, Welscher Grünacher) |                                                                                     |                                                                                     | | | e, j, o                                                                             |
| Schneiders Sämling |                                                                                     |                                                                                     | | | h (Nr. 132, S. 148)                                                                 |
| Schodack |                                                                                     |                                                                                     | | |                                                                                     |
| Schofogeaable |                                                                                     |                                                                                     | | | f                                                                                   |
| Schoharie Spy |                                                                                     |                                                                                     | | | e                                                                                   |
| Schönapfel |                                                                                     |                                                                                     | | | o                                                                                   |
| Schönebecks Früher Gewürzapfel | Siehe: Sommer-Gewürzapfel                                                           | Siehe: Sommer-Gewürzapfel                                                           | Siehe: Sommer-Gewürzapfel | Siehe: Sommer-Gewürzapfel | Siehe: Sommer-Gewürzapfel                                                           |
| Schönebecks Roter Winterkalvill |                                                                                     |                                                                                     | | | o                                                                                   |
| Schöner Aus Altenegloffsheim |                                                                                     |                                                                                     | | | j                                                                                   |
| Schöner Aus Bassum |                                                                                     |                                                                                     | | | o                                                                                   |
| Schöner Aus Bath (oder: Beauty Of Bath, Schöner Von Bath) |                                                                                     | Zufallssämling                                                                      | 1864 in Cirencester, England                                                                                                 | | a, c, e, f, j, o, p (S. 588)                                                        |
| Schöner Aus Berwangen |                                                                                     |                                                                                     | | | j                                                                                   |
| Schöner Aus Boldixum |                                                                                     |                                                                                     | | |                                                                                     |
| Schöner Aus Boskoop (oder: Belle De Boskoop, Bieling, Boskoop, Grüner Boskoop, Red Belle De Boskoop, Reinette Belle De Boskoop, Renette Von Montfort, Schöner Von Boskoop) |                                                                                     | Zufallssämling                                                                      | 1856 in Boskoop, Niederlande                                                                                                 | Geschmack sauer. | a, c, d, e, f, h (Nr. 581, S. 643), j, o                                            |
| Schöner Aus Buits (oder: Belle Des Buits) |                                                                                     |                                                                                     | | | f                                                                                   |
| Schöner Aus Burscheid |                                                                                     |                                                                                     | | | o                                                                                   |
| Schöner Aus Diedenshausen | Siehe: Diedenshausener                                                              | Siehe: Diedenshausener                                                              | Siehe: Diedenshausener | Siehe: Diedenshausener | Siehe: Diedenshausener                                                              |
| Schöner Aus Elmpt (oder: Schöner Von Elmpt) |                                                                                     |                                                                                     | | Beschreibung | j, o                                                                                |
| Schöner Aus Erbenheim (oder: Erbenheimer Schöner) |                                                                                     |                                                                                     | | | [ 8 ]                                                                               |
| Schöner Aus External | Siehe: Extertaler                                                                   | Siehe: Extertaler                                                                   | Siehe: Extertaler | Siehe: Extertaler | Siehe: Extertaler                                                                   |
| Schöner Aus Hadeln |                                                                                     |                                                                                     | | | j                                                                                   |
| Schöner Aus Haseldorf | Siehe: Freiburger Prinzenapfel                                                      | Siehe: Freiburger Prinzenapfel                                                      | Siehe: Freiburger Prinzenapfel                                                                                               | Siehe: Freiburger Prinzenapfel | Siehe: Freiburger Prinzenapfel                                                      |
| Schöner Aus Herrenhut | Siehe: Schöner Von Herrnhut                                                         | Siehe: Schöner Von Herrnhut                                                         | Siehe: Schöner Von Herrnhut                                                                                                  | Siehe: Schöner Von Herrnhut | Siehe: Schöner Von Herrnhut                                                         |
| Schöner Aus Herrnhut | Siehe: Schöner Von Herrnhut                                                         | Siehe: Schöner Von Herrnhut                                                         | Siehe: Schöner Von Herrnhut                                                                                                  | Siehe: Schöner Von Herrnhut | Siehe: Schöner Von Herrnhut                                                         |
| Schöner Aus Holstein |                                                                                     |                                                                                     | | | j                                                                                   |
| Schöner Aus Huy | Siehe: Schöner Von Huy                                                              | Siehe: Schöner Von Huy                                                              | Siehe: Schöner Von Huy | Siehe: Schöner Von Huy | Siehe: Schöner Von Huy                                                              |
| Schöner Aus Itzstedt |                                                                                     |                                                                                     | | | e                                                                                   |
| Schöner aus Karze |                                                                                     |                                                                                     | | |                                                                                     |
| Schöner Aus Kent (oder: Beauty Of Kent) |                                                                                     |                                                                                     | | | f, h (Nr. 275, S. 307)                                                              |
| Schöner Aus Lutten |                                                                                     |                                                                                     | | | o                                                                                   |
| Schöner Aus Magny (oder: Belle De Magny) |                                                                                     |                                                                                     | | | f                                                                                   |
| Schöner Aus Miltenberg |                                                                                     |                                                                                     | | | o                                                                                   |
| Schöner Aus Nordhausen (oder: Belle De Nordhausen, Hindenburg, Nordhausen, Schöner Von Nordhausen) |                                                                                     |                                                                                     | um 1820 in Nordhausen | Beschreibung | f, j, o, p (S. 592f)                                                                |
| Schöner Aus Norfolk (oder: Norfolk Beaufin, Norfolk Beefing) |                                                                                     |                                                                                     | In Norfolk | | a, e, f, g (S. 247)                                                                 |
| Schöner Aus Pontoise (oder: Belle De Pontoise) |                                                                                     |                                                                                     | | | e, f, g (S. 190), j, o                                                              |
| Schöner Aus Portland |                                                                                     |                                                                                     | | | o                                                                                   |
| Schöner Aus Romberg | Siehe: Bratschapfel                                                                 | Siehe: Bratschapfel                                                                 | Siehe: Bratschapfel | Siehe: Bratschapfel | Siehe: Bratschapfel                                                                 |
| Schöner Aus Rosdorf |                                                                                     |                                                                                     | | | o                                                                                   |
| Schöner Aus Schierstein (oder: Schiersteiner Schöner) |                                                                                     |                                                                                     | | | [ 10 ]                                                                              |
| Schöner Aus Schönlind |                                                                                     |                                                                                     | | | j                                                                                   |
| Schöner Aus Westland (oder: Beauty Of The West) |                                                                                     |                                                                                     | | | h (Nr. 112, S. 126), l (S. 37)                                                      |
| Schöner Aus Wiedenbrück (oder: Schöner Von Wiedenbrück) |                                                                                     |                                                                                     | um 1900 Wiedenbrück, Baumschule Dürbusch                                                                                     | | j, o                                                                                |
| Schöner Aus Wiltshire (oder: Beauty Of Wiltshire, Schöner Von Wiltshire, Weiße Wachsrenette, Wiltshire Beauty) |                                                                                     | Zufallssämling                                                                      | um 1880 Wiltshire | Beschreibung | h (Nr. 272, S. 304 sowie Nr. 396, S. 444), j, o, p (S. 594)                         |
| Schöner JosephinenapfelSchneeweißer Streifling |                                                                                     |                                                                                     | | | o                                                                                   |
| Schöner Maiapfel |                                                                                     |                                                                                     | | | h (Nr. 649, S. 721)                                                                 |
| Schöner Marienapfel |                                                                                     |                                                                                     | | | o                                                                                   |
| Schöner Pfäffling |                                                                                     |                                                                                     | | | o                                                                                   |
| Schöner Vom Oberland | Siehe: Jakob Fischer                                                                | Siehe: Jakob Fischer                                                                | Siehe: Jakob Fischer | Siehe: Jakob Fischer | Siehe: Jakob Fischer                                                                |
| Schöner Von Bath | Siehe: Schöner Aus Bath                                                             | Siehe: Schöner Aus Bath                                                             | Siehe: Schöner Aus Bath | Siehe: Schöner Aus Bath | Siehe: Schöner Aus Bath                                                             |
| Schöner Von Beuren | Siehe: Linsenhofer                                                                  | Siehe: Linsenhofer                                                                  | Siehe: Linsenhofer | Siehe: Linsenhofer | Siehe: Linsenhofer                                                                  |
| Schöner Von Boskoop | Siehe: Schöner Aus Boskoop                                                          | Siehe: Schöner Aus Boskoop                                                          | Siehe: Schöner Aus Boskoop                                                                                                   | Siehe: Schöner Aus Boskoop | Siehe: Schöner Aus Boskoop                                                          |
| Schöner Von Berwangen |                                                                                     |                                                                                     | | | o                                                                                   |
| Schöner Von Breithardt | Siehe: Breithardter Streifling                                                      | Siehe: Breithardter Streifling                                                      | Siehe: Breithardter Streifling                                                                                               | Siehe: Breithardter Streifling | Siehe: Breithardter Streifling                                                      |
| Schöner Von Buits |                                                                                     |                                                                                     | | | h (Nr. 544, S. 602)                                                                 |
| Schöner Von Eichen |                                                                                     |                                                                                     | | |                                                                                     |
| Schöner Von Elmpt | Siehe: Schöner Aus Elmpt                                                            | Siehe: Schöner Aus Elmpt                                                            | Siehe: Schöner Aus Elmpt | Siehe: Schöner Aus Elmpt | Siehe: Schöner Aus Elmpt                                                            |
| Schöner Von Haseldorf | Siehe: Freiburger Prinzenapfel                                                      | Siehe: Freiburger Prinzenapfel                                                      | Siehe: Freiburger Prinzenapfel                                                                                               | Siehe: Freiburger Prinzenapfel | Siehe: Freiburger Prinzenapfel                                                      |
| Schöner Von Havre |                                                                                     |                                                                                     | | | h (Nr. 680, S. 757)                                                                 |
| Schöner Von Herrenhut | Siehe: Schöner Von Herrnhut                                                         | Siehe: Schöner Von Herrnhut                                                         | Siehe: Schöner Von Herrnhut                                                                                                  | Siehe: Schöner Von Herrnhut | Siehe: Schöner Von Herrnhut                                                         |
| Schöner Von Herrnhut (oder: Herrnhut, Herrnhutske, Piękna z Herrnhut, Schöner Aus Herrenhut, Schöner Aus Herrnhut, Schöner Von Herrenhut) |                                                                                     |                                                                                     | um 1880 von A. Heintze in Herrnhut gefunden, ab 1900 im Handel erhältlich                                                    | | f, j, o                                                                             |
| Schöner Von Huy (oder: Schöner Aus Huy) |                                                                                     |                                                                                     | | | h (Nr. 501, S. 554), o                                                              |
| Schöner Von Iephof |                                                                                     |                                                                                     | 1920 | Zucht der Familie Bosgra aus Burgum, Niederlande. |                                                                                     |
| Schöner Von Kelsterbach |                                                                                     |                                                                                     | | | p (S. 589f)                                                                         |
| Schöner Von Kent |                                                                                     |                                                                                     | | | o                                                                                   |
| Schöner Von Miltenberg |                                                                                     |                                                                                     | | | p (S. 591)                                                                          |
| Schöner Von Mlejew |                                                                                     |                                                                                     | | | j                                                                                   |
| Schöner Von Nordhausen | Siehe: Schöner Aus Nordhausen                                                       | Siehe: Schöner Aus Nordhausen                                                       | Siehe: Schöner Aus Nordhausen                                                                                                | Siehe: Schöner Aus Nordhausen | Siehe: Schöner Aus Nordhausen                                                       |
| Schöner Von Russdorf | Siehe: Gascoynes Scharlachroter                                                     | Siehe: Gascoynes Scharlachroter                                                     | Siehe: Gascoynes Scharlachroter                                                                                              | Siehe: Gascoynes Scharlachroter | Siehe: Gascoynes Scharlachroter                                                     |
| Schöner Von Wiedenbrück | Siehe: Schöner Aus Wiedenbrück                                                      | Siehe: Schöner Aus Wiedenbrück                                                      | Siehe: Schöner Aus Wiedenbrück                                                                                               | Siehe: Schöner Aus Wiedenbrück | Siehe: Schöner Aus Wiedenbrück                                                      |
| Schöner Von Wiltshire | Siehe: Schöner Aus Wiltshire                                                        | Siehe: Schöner Aus Wiltshire                                                        | Siehe: Schöner Aus Wiltshire                                                                                                 | Siehe: Schöner Aus Wiltshire | Siehe: Schöner Aus Wiltshire                                                        |
| Schönster Vom Neckartal |                                                                                     |                                                                                     | | |                                                                                     |
| Schoolmaster | Siehe: Schulmeister                                                                 | Siehe: Schulmeister                                                                 | Siehe: Schulmeister | Siehe: Schulmeister | Siehe: Schulmeister                                                                 |
| Schörmanns Langenfelder |                                                                                     |                                                                                     | | | o                                                                                   |
| Schornsteinfeger | Siehe: Roter Eiserapfel                                                             | Siehe: Roter Eiserapfel                                                             | Siehe: Roter Eiserapfel | Siehe: Roter Eiserapfel | Siehe: Roter Eiserapfel                                                             |
| Schragenapfel | Siehe: Herrgottsapfel                                                               | Siehe: Herrgottsapfel                                                               | Siehe: Herrgottsapfel | Siehe: Herrgottsapfel | Siehe: Herrgottsapfel                                                               |
| Schrama | Siehe: Elstar Schrama                                                               | Siehe: Elstar Schrama                                                               | Siehe: Elstar Schrama | Siehe: Elstar Schrama | Siehe: Elstar Schrama                                                               |
| Schroeder |                                                                                     |                                                                                     | | |                                                                                     |
| Schulmeister (oder: Schoolmaster) |                                                                                     |                                                                                     | | | e, f                                                                                |
| Schurapfel |                                                                                     |                                                                                     | | | f                                                                                   |
| Schüsseler |                                                                                     |                                                                                     | | | o                                                                                   |
| Schwäbischer Rosenapfel | Siehe: Danziger Kantapfel                                                           | Siehe: Danziger Kantapfel                                                           | Siehe: Danziger Kantapfel | Siehe: Danziger Kantapfel | Siehe: Danziger Kantapfel                                                           |
| Schwaikheimer Rambour |                                                                                     |                                                                                     | | |                                                                                     |
| Schwarzblauer Matapfel |                                                                                     |                                                                                     | | | p (S. 595)                                                                          |
| Schwarzbrauner Matapfel | Siehe: Brauner Matapfel                                                             | Siehe: Brauner Matapfel                                                             | Siehe: Brauner Matapfel | Siehe: Brauner Matapfel | Siehe: Brauner Matapfel                                                             |
| Schwarzenbachs Parmäne |                                                                                     |                                                                                     | | | h (Nr. 437, S. 489)                                                                 |
| Schwarzer Api (oder: Api Noir, Black Lady Apple) |                                                                                     |                                                                                     | | Beschreibung | e, f, h (Nr. 675, S. 752), j, o                                                     |
| Schwarzer Blutapfel |                                                                                     |                                                                                     | | | p (S. 596)                                                                          |
| Schwarzer Borsdorfer | Siehe: Edelborsdorfer                                                               | Siehe: Edelborsdorfer                                                               | Siehe: Edelborsdorfer | Siehe: Edelborsdorfer | Siehe: Edelborsdorfer                                                               |
| Schwarzer Diamant (oder: Black Diamond) |                                                                                     | Hua Niu                                                                             | Tibet um 2011 | Wird in 3.500 m Höhe angebaut. Farbe ist Dunkel-Violett. Geschmack aromatisch-süß. |                                                                                     |
| Schwarzer Kurzstiel |                                                                                     |                                                                                     | | | h (Nr. 624, S. 692), o                                                              |
| Schwarzer Matapfel | Siehe: Brauner Matapfel                                                             | Siehe: Brauner Matapfel                                                             | Siehe: Brauner Matapfel | Siehe: Brauner Matapfel | Siehe: Brauner Matapfel                                                             |
| Schwarzer Vitrie |                                                                                     |                                                                                     | | | o                                                                                   |
| Schwarzlicher | Siehe: Brauner Matapfel                                                             | Siehe: Brauner Matapfel                                                             | Siehe: Brauner Matapfel | Siehe: Brauner Matapfel | Siehe: Brauner Matapfel                                                             |
| Schwarzrädler |                                                                                     |                                                                                     | | | o                                                                                   |
| Schwarzroter Platter Winter-Calvill |                                                                                     |                                                                                     | | | h (Nr. 43, S. 48), l (S. 5)                                                         |
| Schwarzschillernder Kohlapfel |                                                                                     |                                                                                     | | | h (Nr. 616, S. 683), j, o                                                           |
| Schwarzwälder Renette | Siehe: Odenwälder                                                                   | Siehe: Odenwälder                                                                   | Siehe: Odenwälder | Siehe: Odenwälder | Siehe: Odenwälder                                                                   |
| Schwedischer Rosenhäger |                                                                                     |                                                                                     | | | o                                                                                   |
| Schwedischer Winter-Postoph |                                                                                     |                                                                                     | | | h (Nr. 122, S. 137)                                                                 |
| Schweich 87 |                                                                                     |                                                                                     | | | o                                                                                   |
| Schweizer Breitacher | Siehe: Breitacher                                                                   | Siehe: Breitacher                                                                   | Siehe: Breitacher | Siehe: Breitacher | Siehe: Breitacher                                                                   |
| Schweizerbreitacher | Siehe: Breitacher                                                                   | Siehe: Breitacher                                                                   | Siehe: Breitacher | Siehe: Breitacher | Siehe: Breitacher                                                                   |
| Schweizer Glockenapfel | Siehe: Glockenapfel                                                                 | Siehe: Glockenapfel                                                                 | Siehe: Glockenapfel | Siehe: Glockenapfel | Siehe: Glockenapfel                                                                 |
| Schweizer Orange | Siehe: Schweizer Orangenapfel                                                       | Siehe: Schweizer Orangenapfel                                                       | Siehe: Schweizer Orangenapfel                                                                                                | Siehe: Schweizer Orangenapfel | Siehe: Schweizer Orangenapfel                                                       |
| Schweizer Orangenapfel (oder: Schweizer Orange, Schweizer Orangenrenette) |                                                                                     | Cox Orange × Ontarioapfel                                                           | 1935 (Züchtung) in Wädenswil. Markteinführung 1945                                                                           | | e, f, j, o                                                                          |
| Schweizer Orangenrenette | Siehe: Schweizer Orangenapfel                                                       | Siehe: Schweizer Orangenapfel                                                       | Siehe: Schweizer Orangenapfel                                                                                                | Siehe: Schweizer Orangenapfel | Siehe: Schweizer Orangenapfel                                                       |
| Schweizer Renette |                                                                                     |                                                                                     | Pirna | Irrtümlich "Schwerzer Renette" (Engelbrecht, Votteler) | h (Nr. 449, S. 501)                                                                 |
| Schwerer Apfel (oder: Swaar) |                                                                                     |                                                                                     | | | a, f, g (S. 271), h (Nr. 296, S. 333), j                                            |
| Schwerer Gravensteiner | Siehe: Geflammter Kardinal                                                          | Siehe: Geflammter Kardinal                                                          | Siehe: Geflammter Kardinal                                                                                                   | Siehe: Geflammter Kardinal | Siehe: Geflammter Kardinal                                                          |
| Scifresh (oder: Jazz) |                                                                                     | Gala × Braeburn                                                                     | | | a, c, o                                                                             |
| Scilly Pearl |                                                                                     |                                                                                     | | | f                                                                                   |
| Scipios Renette |                                                                                     |                                                                                     | | | h (Nr. 428, S. 476), o                                                              |
| Sciros |                                                                                     |                                                                                     | | | e                                                                                   |
| Scotch Bridget |                                                                                     |                                                                                     | | | a, f                                                                                |
| Scotch Bright |                                                                                     |                                                                                     | | | e                                                                                   |
| Scotch Dumpling |                                                                                     |                                                                                     | | | a, e, f                                                                             |
| Scotia |                                                                                     |                                                                                     | | | f                                                                                   |
| Scotian Spur Mcintosh (oder: Mcintosh Scotian Spur) |                                                                                     | Mcintosh × unbekannt                                                                | | | e                                                                                   |
| ScottSchwarzer Blutapfel |                                                                                     |                                                                                     | | |                                                                                     |
| Scotts Renette |                                                                                     |                                                                                     | | | h (Nr. 388, S. 436)                                                                 |
| Scotts Winter |                                                                                     |                                                                                     | | |                                                                                     |
| Scrumptious |                                                                                     |                                                                                     | 2003 in Kent, UK | | a, c, e, f                                                                          |
| Scs 425 | Siehe: Luiza                                                                        | Siehe: Luiza                                                                        | Siehe: Luiza | Siehe: Luiza | Siehe: Luiza                                                                        |
| Scs 426 | Siehe: Venice                                                                       | Siehe: Venice                                                                       | Siehe: Venice | Siehe: Venice | Siehe: Venice                                                                       |
| Sdhbfs 04 | Siehe: Berkaer Reifling                                                             | Siehe: Berkaer Reifling                                                             | Siehe: Berkaer Reifling | Siehe: Berkaer Reifling | Siehe: Berkaer Reifling                                                             |
| Sdhbfs 06 | Siehe: Fürst Günther                                                                | Siehe: Fürst Günther                                                                | Siehe: Fürst Günther | Siehe: Fürst Günther | Siehe: Fürst Günther                                                                |
| Sdhpz 01 | Siehe: Fürstin Anna Luise                                                           | Siehe: Fürstin Anna Luise                                                           | Siehe: Fürstin Anna Luise | Siehe: Fürstin Anna Luise | Siehe: Fürstin Anna Luise                                                           |
| Se 01 | Siehe: Claudias Winterparfümapfel                                                   | Siehe: Claudias Winterparfümapfel                                                   | Siehe: Claudias Winterparfümapfel                                                                                            | Siehe: Claudias Winterparfümapfel | Siehe: Claudias Winterparfümapfel                                                   |
| Seabrook Red | Siehe: Seabrook's Red                                                               | Siehe: Seabrook's Red                                                               | Siehe: Seabrook's Red | Siehe: Seabrook's Red | Siehe: Seabrook's Red                                                               |
| Seabrook's Red (oder: Seabrook Red) |                                                                                     |                                                                                     | | | e, f                                                                                |
| Seaton House |                                                                                     |                                                                                     | | | e, f                                                                                |
| Sebin Blanc |                                                                                     |                                                                                     | | Herstellung von Cidre |                                                                                     |
| Seckbacher Streifling |                                                                                     |                                                                                     | | | p (S. 597)                                                                          |
| Secklerapfel | Siehe: Sikulaer                                                                     | Siehe: Sikulaer                                                                     | Siehe: Sikulaer | Siehe: Sikulaer | Siehe: Sikulaer                                                                     |
| Secundo |                                                                                     |                                                                                     | | | o                                                                                   |
| Seebaer Borsdorfer | Siehe: Fromms Renette                                                               | Siehe: Fromms Renette                                                               | Siehe: Fromms Renette | Siehe: Fromms Renette | Siehe: Fromms Renette                                                               |
| Seedings Glanzapfel |                                                                                     |                                                                                     | | | h (Nr. 171, S. 192)                                                                 |
| Seegässler |                                                                                     |                                                                                     | | | o                                                                                   |
| Seeländer Reinette |                                                                                     |                                                                                     | | | o                                                                                   |
| Seelbacher Backapfel | Siehe: Gestreifter Backapfel                                                        | Siehe: Gestreifter Backapfel                                                        | Siehe: Gestreifter Backapfel                                                                                                 | Siehe: Gestreifter Backapfel | Siehe: Gestreifter Backapfel                                                        |
| Seelbacher Maiapfel |                                                                                     |                                                                                     | | | p (S. 598)                                                                          |
| Seestermüher Zitronenapfel (oder: Goldgelbe Renette, Kohlapfel) |                                                                                     | Zufallssämling                                                                      | um 1930, Seestermüher Marsch, Schleswig-Holstein                                                                             | | e, j, o                                                                             |
| Seidenhemdchen (oder: Paderborner Seidenhemdchen) |                                                                                     |                                                                                     | vor 1920 in Paderborn | |                                                                                     |
| Seidenrock | Siehe: Roter Augustiner                                                             | Siehe: Roter Augustiner                                                             | Siehe: Roter Augustiner | Siehe: Roter Augustiner | Siehe: Roter Augustiner                                                             |
| Seirin Spur |                                                                                     | Sport von Fuji                                                                      | | |                                                                                     |
| Sekai Ichi |                                                                                     | Red Delicious × Golden Delicious                                                    | 1974 in Japan | | a, e                                                                                |
| Selena |                                                                                     |                                                                                     | | | o                                                                                   |
| Selterser Roter |                                                                                     |                                                                                     | | |                                                                                     |
| Semmelapfel | Siehe: Geflammter Kardinal                                                          | Siehe: Geflammter Kardinal                                                          | Siehe: Geflammter Kardinal                                                                                                   | Siehe: Geflammter Kardinal | Siehe: Geflammter Kardinal                                                          |
| Senator |                                                                                     |                                                                                     | | | a                                                                                   |
| Sendai-Delicious |                                                                                     |                                                                                     | | | o                                                                                   |
| Sensacion |                                                                                     |                                                                                     | | | e                                                                                   |
| Senshu |                                                                                     | Fuji × Unbekannt                                                                    | | | a                                                                                   |
| Sensyu |                                                                                     | Toko von Fuji                                                                       | 1966 in Akita, Japan | | a, f                                                                                |
| Sentinel |                                                                                     |                                                                                     | | | e                                                                                   |
| September Beauty |                                                                                     |                                                                                     | 1885 in Bedfordshire | | b, e, f                                                                             |
| September Crab |                                                                                     |                                                                                     | | Holzapfelsorte |                                                                                     |
| September Wonder Fuji |                                                                                     |                                                                                     | | | a                                                                                   |
| Septer |                                                                                     |                                                                                     | | | f                                                                                   |
| Sergeant Peggy |                                                                                     |                                                                                     | | | f                                                                                   |
| Serinka |                                                                                     |                                                                                     | | | h (Nr. 185, S. 206), o                                                              |
| Serveau |                                                                                     |                                                                                     | | | f                                                                                   |
| Severn Bank |                                                                                     |                                                                                     | | | e, f                                                                                |
| Shackleford |                                                                                     |                                                                                     | | |                                                                                     |
| Shafer |                                                                                     |                                                                                     | | | e                                                                                   |
| Shaffer |                                                                                     |                                                                                     | | |                                                                                     |
| Shakespeare |                                                                                     |                                                                                     | | | e                                                                                   |
| Shampion (oder: Champion, Sampion) |                                                                                     | Golden Delicious × Cox Orange                                                       | 1960 (gezüchtet) in Penecin, Tschechische Republik durch Otto von Louda                                                      | Fruchtig süß. Leicht mehlig. | c, f, g (S. 265), j, o                                                              |
| Shamrock |                                                                                     |                                                                                     | | | a, e, f                                                                             |
| Sharleston Pippin |                                                                                     |                                                                                     | | | e, f                                                                                |
| Sharon |                                                                                     |                                                                                     | | | a, e, f                                                                             |
| Sharopa |                                                                                     |                                                                                     | | | e                                                                                   |
| Sharp |                                                                                     |                                                                                     | | |                                                                                     |
| Shasta Blood |                                                                                     |                                                                                     | | |                                                                                     |
| Shay |                                                                                     |                                                                                     | | | a                                                                                   |
| Sheep Nose | Siehe: Sheepnose                                                                    | Siehe: Sheepnose                                                                    | Siehe: Sheepnose | Siehe: Sheepnose | Siehe: Sheepnose                                                                    |
| Sheepnose (oder: Sheep Nose, Sheep's Nose) |                                                                                     |                                                                                     | | | a, e, f                                                                             |
| Sheep's Nose | Siehe: Sheepnose                                                                    | Siehe: Sheepnose                                                                    | Siehe: Sheepnose | Siehe: Sheepnose | Siehe: Sheepnose                                                                    |
| Shelley |                                                                                     |                                                                                     | | | e                                                                                   |
| Shenandoah |                                                                                     |                                                                                     | | | a, e, f                                                                             |
| Shepherd's Pippin | Siehe: Alfriston                                                                    | Siehe: Alfriston                                                                    | Siehe: Alfriston | Siehe: Alfriston | Siehe: Alfriston                                                                    |
| Sheriff |                                                                                     |                                                                                     | | |                                                                                     |
| Sherrington Norman |                                                                                     |                                                                                     | | | e                                                                                   |
| Shiawassee |                                                                                     |                                                                                     | | | a                                                                                   |
| Shin Indo |                                                                                     |                                                                                     | | | f, j                                                                                |
| Shinano Gold (oder: Yello) |                                                                                     | Golden Delicious x Senshu                                                           | 1993 in Nagano, Japan | |                                                                                     |
| Shinfield Seedling |                                                                                     |                                                                                     | | | f                                                                                   |
| Shinko |                                                                                     |                                                                                     | | | f, j                                                                                |
| Shinsei |                                                                                     |                                                                                     | | | a, f, j                                                                             |
| Shippens Russeting |                                                                                     |                                                                                     | | |                                                                                     |
| Shirley |                                                                                     |                                                                                     | | |                                                                                     |
| Shizuka |                                                                                     |                                                                                     | | | a, e                                                                                |
| Shockley |                                                                                     |                                                                                     | | |                                                                                     |
| Shoemaker |                                                                                     |                                                                                     | | |                                                                                     |
| Shoesmith |                                                                                     |                                                                                     | | | e, f                                                                                |
| Shoreditch White |                                                                                     |                                                                                     | | | f                                                                                   |
| Siberian Crab | Siehe: Sibirischer Holzapfel                                                        | Siehe: Sibirischer Holzapfel                                                        | Siehe: Sibirischer Holzapfel                                                                                                 | Siehe: Sibirischer Holzapfel | Siehe: Sibirischer Holzapfel                                                        |
| Sibirischer Augustapfel |                                                                                     |                                                                                     | | | h (Nr. 158, S. 179)                                                                 |
| Sibirischer Glasapfel | Siehe: Virginischer Rosenapfel                                                      | Siehe: Virginischer Rosenapfel                                                      | Siehe: Virginischer Rosenapfel                                                                                               | Siehe: Virginischer Rosenapfel | Siehe: Virginischer Rosenapfel                                                      |
| Sibirischer Holzapfel (oder: Siberian Crab) |                                                                                     |                                                                                     | | Holzapfelsorte | e, o                                                                                |
| Sickelsjö Vinäpple |                                                                                     |                                                                                     | | |                                                                                     |
| Sickinger Roter | Siehe: Grasblümchen                                                                 | Siehe: Grasblümchen                                                                 | Siehe: Grasblümchen | Siehe: Grasblümchen | Siehe: Grasblümchen                                                                 |
| Sicora |                                                                                     |                                                                                     | | | e                                                                                   |
| Siddington Russet |                                                                                     |                                                                                     | | | f                                                                                   |
| Sidney Strake |                                                                                     |                                                                                     | | | f                                                                                   |
| Siebenkant |                                                                                     |                                                                                     | | Beschreibung | o                                                                                   |
| | Siehe: Roter Bellefleur                                                             |                                                                                     | | |                                                                                     |
| Siebenschläfer (oder: Faulenzer) |                                                                                     |                                                                                     | vor 1920 im Solmsbachtal, Gegend um Wetzlar                                                                                  | | j, o                                                                                |
| Siegende Renette |                                                                                     |                                                                                     | | | h (Nr. 533, S. 590)                                                                 |
| Siemers Boskoop |                                                                                     |                                                                                     | | | o                                                                                   |
| Sierra Beauty |                                                                                     |                                                                                     | | | a                                                                                   |
| Signe Tillisch |                                                                                     | Aus Samen gezogen                                                                   | 1866 in Jütland | Beschreibung | e, f, j, o, p (S. 599f)                                                             |
| Sikulaer (oder: Secklerapfel, Szekely Alma, Szekler Apfel) |                                                                                     |                                                                                     | Ungarn | Beschreibung | h (Nr. 685, S. 762), o                                                              |
| Sikulai Alma |                                                                                     |                                                                                     | | | e, f                                                                                |
| Silberapfel | Siehe: Champagnerrenette                                                            | Siehe: Champagnerrenette                                                            | Siehe: Champagnerrenette | Siehe: Champagnerrenette | Siehe: Champagnerrenette                                                            |
| Silberpepping |                                                                                     |                                                                                     | | | p (S. 601)                                                                          |
| Silberreinette |                                                                                     |                                                                                     | 1888, Kanton Aargau | |                                                                                     |
| Silken |                                                                                     |                                                                                     | | | a, e                                                                                |
| Silva |                                                                                     |                                                                                     | | | f                                                                                   |
| Silvercup |                                                                                     |                                                                                     | | | e                                                                                   |
| Simcoe |                                                                                     |                                                                                     | | Beschreibung |                                                                                     |
| Simmedeiner | Siehe: Hammeldeinchen                                                               | Siehe: Hammeldeinchen                                                               | Siehe: Hammeldeinchen | Siehe: Hammeldeinchen | Siehe: Hammeldeinchen                                                               |
| Simonffy Piros | Siehe: Roter von Simonffi                                                           | Siehe: Roter von Simonffi                                                           | Siehe: Roter von Simonffi | Siehe: Roter von Simonffi | Siehe: Roter von Simonffi                                                           |
| Sinap Sabla | Siehe: Sabla Sinap                                                                  | Siehe: Sabla Sinap                                                                  | Siehe: Sabla Sinap | Siehe: Sabla Sinap | Siehe: Sabla Sinap                                                                  |
| Sinta |                                                                                     |                                                                                     | | | a, f, g (S. 267)                                                                    |
| Sipolins |                                                                                     |                                                                                     | | | e                                                                                   |
| Sir Isaac Newton |                                                                                     |                                                                                     | | | e                                                                                   |
| Sir Isaac Newton's Tree |                                                                                     |                                                                                     | | | a                                                                                   |
| Sir John Thornycroft |                                                                                     |                                                                                     | | | f, g (S. 267)                                                                       |
| Sir Prize |                                                                                     |                                                                                     | | | a, e, f, g (S. 267), o                                                              |
| Sirius |                                                                                     | Golden Delicious × Topaz                                                            | | | o                                                                                   |
| Sissired |                                                                                     |                                                                                     | | |                                                                                     |
| Sissons's Worksop Newtown |                                                                                     |                                                                                     | | | e, f, g (S. 267)                                                                    |
| Siugisdesert |                                                                                     |                                                                                     | | |                                                                                     |
| Skiliankowoi |                                                                                     |                                                                                     | | | h (Nr. 8, S. 11)                                                                    |
| Skinlite |                                                                                     |                                                                                     | | | f, g (S. 267)                                                                       |
| Skinner | Siehe: Skinner's Seedling                                                           | Siehe: Skinner's Seedling                                                           | Siehe: Skinner's Seedling | Siehe: Skinner's Seedling | Siehe: Skinner's Seedling                                                           |
| Skinner's Seedling |                                                                                     |                                                                                     | | | a, e                                                                                |
| Sköldinge |                                                                                     |                                                                                     | | |                                                                                     |
| Skopje P2 |                                                                                     |                                                                                     | | | e                                                                                   |
| Skovfoged |                                                                                     |                                                                                     | | | e, f                                                                                |
| Sky Spur |                                                                                     |                                                                                     | | | e                                                                                   |
| Skyrme's Kernel |                                                                                     |                                                                                     | | | f                                                                                   |
| Slack-Ma-Girdle |                                                                                     |                                                                                     | 18. Jahrhundert in Devon, England                                                                                            | | c, f                                                                                |
| Slava |                                                                                     |                                                                                     | | | o                                                                                   |
| Slava Peremozhtsiam |                                                                                     |                                                                                     | | |                                                                                     |
| Slava Pobeditelâam | Siehe: Ruhm Den Siegern                                                             | Siehe: Ruhm Den Siegern                                                             | Siehe: Ruhm Den Siegern | Siehe: Ruhm Den Siegern | Siehe: Ruhm Den Siegern                                                             |
| Slava Pobeditelyam | Siehe: Ruhm Den Siegern                                                             | Siehe: Ruhm Den Siegern                                                             | Siehe: Ruhm Den Siegern | Siehe: Ruhm Den Siegern | Siehe: Ruhm Den Siegern                                                             |
| Slavyanka |                                                                                     |                                                                                     | | | f, g (S. 267)                                                                       |
| Slawa Pobediteljam | Siehe: Ruhm Den Siegern                                                             | Siehe: Ruhm Den Siegern                                                             | Siehe: Ruhm Den Siegern | Siehe: Ruhm Den Siegern | Siehe: Ruhm Den Siegern                                                             |
| Slawjanka |                                                                                     |                                                                                     | | | o                                                                                   |
| Sleeping Beauty |                                                                                     |                                                                                     | | | f, g (S. 267)                                                                       |
| Sletsing |                                                                                     |                                                                                     | | | o                                                                                   |
| Slocan |                                                                                     |                                                                                     | | | e                                                                                   |
| Small Red Siberian |                                                                                     |                                                                                     | | Holzapfelsorte |                                                                                     |
| Small Ribston | Siehe: Muskatrenette                                                                | Siehe: Muskatrenette                                                                | Siehe: Muskatrenette | Siehe: Muskatrenette | Siehe: Muskatrenette                                                                |
| Small's Admirable |                                                                                     |                                                                                     | | | f                                                                                   |
| Smaragda | Siehe: Graue Kanadarenette                                                          | Siehe: Graue Kanadarenette                                                          | Siehe: Graue Kanadarenette                                                                                                   | Siehe: Graue Kanadarenette | Siehe: Graue Kanadarenette                                                          |
| Smart's Prince Arthur |                                                                                     |                                                                                     | | | f, g (S. 267)                                                                       |
| Śmietanówka | Siehe: Riesenantonowka                                                              | Siehe: Riesenantonowka                                                              | Siehe: Riesenantonowka | Siehe: Riesenantonowka | Siehe: Riesenantonowka                                                              |
| Smiler |                                                                                     |                                                                                     | | | f, g (S. 267)                                                                       |
| Smith Cider |                                                                                     |                                                                                     | | |                                                                                     |
| Smitten |                                                                                     |                                                                                     | | | a                                                                                   |
| Smokehouse |                                                                                     |                                                                                     | 1837 in Mill Creek, Pennsylvania, USA                                                                                        | | a, c, d                                                                             |
| Smoothee |                                                                                     |                                                                                     | | | f                                                                                   |
| Smoothee Golden Delicious |                                                                                     |                                                                                     | | | a                                                                                   |
| Smoothgold |                                                                                     |                                                                                     | | | e                                                                                   |
| Smoothie |                                                                                     |                                                                                     | | | e                                                                                   |
| Smordodina |                                                                                     |                                                                                     | | | e                                                                                   |
| Snigovyi Kalvill | Siehe: Weißer Winter-Calville                                                       | Siehe: Weißer Winter-Calville                                                       | Siehe: Weißer Winter-Calville                                                                                                | Siehe: Weißer Winter-Calville | Siehe: Weißer Winter-Calville                                                       |
| Snovit | Siehe: Snövit                                                                       | Siehe: Snövit                                                                       | Siehe: Snövit | Siehe: Snövit | Siehe: Snövit                                                                       |
| Snövit (oder: Snovit) |                                                                                     |                                                                                     | | | f                                                                                   |
| Snow Apple (oder: Fameuse) |                                                                                     |                                                                                     | 17. Jahrhundert in Quebec, Kanada                                                                                            | Beschreibung | a, c, d, e, f, j, o                                                                 |
| Snow Sweet |                                                                                     |                                                                                     | | | a                                                                                   |
| Snow-White Calville |                                                                                     |                                                                                     | | |                                                                                     |
| Snowcap |                                                                                     |                                                                                     | | | e                                                                                   |
| Snowdrift |                                                                                     |                                                                                     | | | e                                                                                   |
| Snyder Crab Hybrid |                                                                                     |                                                                                     | | Holzapfelsorte |                                                                                     |
| Sodener Apfel |                                                                                     |                                                                                     | | | p (S. 602)                                                                          |
| Sodenerapfel | Siehe: Sodener Apfel                                                                | Siehe: Sodener Apfel                                                                | Siehe: Sodener Apfel | Siehe: Sodener Apfel | Siehe: Sodener Apfel                                                                |
| Södermanlands |                                                                                     |                                                                                     | | |                                                                                     |
| Södermanlands Kalvill |                                                                                     |                                                                                     | | |                                                                                     |
| Södliapfel |                                                                                     |                                                                                     | | | o                                                                                   |
| Solmser Streifling |                                                                                     |                                                                                     | | Benannt durch Richard Zorn. | p (S. 603)                                                                          |
| Somer Kroon | Siehe: Sommer-Seidenhemdchen                                                        | Siehe: Sommer-Seidenhemdchen                                                        | Siehe: Sommer-Seidenhemdchen                                                                                                 | Siehe: Sommer-Seidenhemdchen | Siehe: Sommer-Seidenhemdchen                                                        |
| Somerset Redstreak |                                                                                     |                                                                                     | | | f                                                                                   |
| Sommer-Ananas | Siehe: Sommerananas                                                                 | Siehe: Sommerananas                                                                 | Siehe: Sommerananas | Siehe: Sommerananas | Siehe: Sommerananas                                                                 |
| Sommer-Bellefleur |                                                                                     |                                                                                     | | | h (Nr. 240, S. 267)                                                                 |
| Sommer-Erdbeerapfel |                                                                                     |                                                                                     | | | o                                                                                   |
| Sommer-Gewürzapfel (oder: Englischer Kantapfel, Jakobiapfel, Pomme Avant Toutes, Schönebecks Früher Gewürzapfel, Sommerkönig, Sommerschafsnase) |                                                                                     |                                                                                     | | Beschreibung | h (Nr. 59, S. 67), o                                                                |
| Sommer-Gold-Pepping |                                                                                     |                                                                                     | | | h (Nr. 349, S. 396)                                                                 |
| Sommer-Kalvill (oder: Sommerkalvill) |                                                                                     |                                                                                     | | |                                                                                     |
| Sommer-Parmäne (oder: Drué-Permein, Englische Birn-Reinette, Peppin-Parmaine D'Été, Platomelum, Royal Pearmain D'Été, Schleswiger Erdbeerapfel) |                                                                                     |                                                                                     | vor 1600, England | Beschreibung | h (Nr. 455, S. 507), j, o                                                           |
| Sommer-Pfirschenapfel (oder: Weißer Sommer-Pfirschenapfel) |                                                                                     |                                                                                     | | | h (Nr. 6, S. 9)                                                                     |
| Sommer-Rabau |                                                                                     |                                                                                     | | | h (Nr. 165, S. 186)                                                                 |
| Sommer-Renette |                                                                                     |                                                                                     | | |                                                                                     |
| Sommer-Rosenapfel | Siehe: Pfirsichroter Sommerapfel                                                    | Siehe: Pfirsichroter Sommerapfel                                                    | Siehe: Pfirsichroter Sommerapfel                                                                                             | Siehe: Pfirsichroter Sommerapfel | Siehe: Pfirsichroter Sommerapfel                                                    |
| Sommer-Seidenhemdchen (oder: Couleur De Chair, Cousinot D'Été, Frühes Seidenhemdchen, Somer Kroon, Streepkesappel, Zomer Zijden Hemdje) |                                                                                     |                                                                                     | | Beschreibung |                                                                                     |
| Sommer-Weinling |                                                                                     |                                                                                     | | | h (Nr. 664, S. 740)                                                                 |
| Sommer-Zimtapfel (oder: Gestreifter Sommer-Zimtapfel, Pigeonnet, Pomme De Cannelle, American Peach, Arabian Pippin, Cannelle, Cannelle D'Été, Cannelle Rayée D'Été, Coeur De Pigeon, Couleur De Chair, Coussinet, De Cannelle, De Julienne, Orleans Pippin, Passe-Pomme Panachée, Petit Pigeonnet, Pigeon Bigarré, Pigeon Rouge D'Automne, Pigeonnet Blanc, Pigeonnet Blanc D'Été, Pigeonnet De Rouen, Pigeonnet Gros De Rouen, Pigeonnette, Pigeonnette Blanc D'Été, Pigeonnette Gros De Rouen, Pomme Zimmet, Roter Herbst-Taubenapfel, Roter Herbsttaubenapfel, Sommerzimtapfel, Taubenfarbiger Apfel, Zimtapfel) |                                                                                     |                                                                                     | | Beschreibung | h (Nr. 183, S. 204), j, o                                                           |
| Sommerananas (oder: Sommer-Ananas) |                                                                                     |                                                                                     | | | j, o                                                                                |
| Sommerborsdorfer |                                                                                     |                                                                                     | | | j                                                                                   |
| Sommerer | Siehe: Danziger Kantapfel                                                           | Siehe: Danziger Kantapfel                                                           | Siehe: Danziger Kantapfel | Siehe: Danziger Kantapfel | Siehe: Danziger Kantapfel                                                           |
| Sommerfleiner |                                                                                     |                                                                                     | | | o                                                                                   |
| Sommergewürzapfel |                                                                                     |                                                                                     | | | o                                                                                   |
| Sommergoldpepping (oder: Summer Golden Pippin) |                                                                                     |                                                                                     | | | f                                                                                   |
| Sommerkalvill | Siehe: Sommer-Kalvill                                                               | Siehe: Sommer-Kalvill                                                               | Siehe: Sommer-Kalvill | Siehe: Sommer-Kalvill | Siehe: Sommer-Kalvill                                                               |
| Sommerkönig | Siehe: Gravensteiner, Limonen-Renette, Sommer-Gewürzapfel                           | Siehe: Gravensteiner, Limonen-Renette, Sommer-Gewürzapfel                           | Siehe: Gravensteiner, Limonen-Renette, Sommer-Gewürzapfel                                                                    | Siehe: Gravensteiner, Limonen-Renette, Sommer-Gewürzapfel | Siehe: Gravensteiner, Limonen-Renette, Sommer-Gewürzapfel                           |
| Sommermaschanzker |                                                                                     |                                                                                     | | | j                                                                                   |
| Sommerparmäne |                                                                                     |                                                                                     | | | o                                                                                   |
| Sommerregent |                                                                                     | Anton Fischer × James Grieve                                                        | | | j, o                                                                                |
| Sommerrenette | Siehe: Sommer-Renette                                                               | Siehe: Sommer-Renette                                                               | Siehe: Sommer-Renette | Siehe: Sommer-Renette | Siehe: Sommer-Renette                                                               |
| Sommerschafsnase | Siehe: Sommer-Gewürzapfel                                                           | Siehe: Sommer-Gewürzapfel                                                           | Siehe: Sommer-Gewürzapfel | Siehe: Sommer-Gewürzapfel | Siehe: Sommer-Gewürzapfel                                                           |
| Sommertaubenapfel | Siehe: Weißer Sommer-Taubenapfel                                                    | Siehe: Weißer Sommer-Taubenapfel                                                    | Siehe: Weißer Sommer-Taubenapfel                                                                                             | Siehe: Weißer Sommer-Taubenapfel | Siehe: Weißer Sommer-Taubenapfel                                                    |
| Sommerzimtapfel | Siehe: Sommer-Zimtapfel                                                             | Siehe: Sommer-Zimtapfel                                                             | Siehe: Sommer-Zimtapfel | Siehe: Sommer-Zimtapfel | Siehe: Sommer-Zimtapfel                                                             |
| Sonata | Siehe: Pinova                                                                       | Siehe: Pinova                                                                       | Siehe: Pinova | Siehe: Pinova | Siehe: Pinova                                                                       |
| Sonnenglanz (oder: Bay 4210) |                                                                                     | Pinova × Topaz                                                                      | 2016, Michael Neumüller, Bayerisches Obstzentrum Hallbergmoos                                                                | |                                                                                     |
| Sondergleichen Aus Hubbardston (oder: Hubbardston Nonesuch, Hubbardston Nonsuch, Sondergleichen Von Hubardston) |                                                                                     |                                                                                     | | | a, d, f, h (Nr. 439, S. 491)                                                        |
| Sondergleichen Von Hubardston | Siehe: Sondergleichen Aus Hubbardston                                               | Siehe: Sondergleichen Aus Hubbardston                                               | Siehe: Sondergleichen Aus Hubbardston                                                                                        | Siehe: Sondergleichen Aus Hubbardston | Siehe: Sondergleichen Aus Hubbardston                                               |
| Sondergleichen Von Welford Park |                                                                                     |                                                                                     | | | h (Nr. 516, S. 573)                                                                 |
| Sonnenwirbel | Siehe: Breitacher                                                                   | Siehe: Breitacher                                                                   | Siehe: Breitacher | Siehe: Breitacher | Siehe: Breitacher                                                                   |
| Sonnenwirtsapfel |                                                                                     |                                                                                     | | | j, o                                                                                |
| Sonntagsapfel |                                                                                     |                                                                                     | | | o                                                                                   |
| Sonya |                                                                                     |                                                                                     | 2000 in Neuseeland | | a, c                                                                                |
| Sops In Wine | Siehe: Frühe Muskatrenette                                                          | Siehe: Frühe Muskatrenette                                                          | Siehe: Frühe Muskatrenette                                                                                                   | Siehe: Frühe Muskatrenette | Siehe: Frühe Muskatrenette                                                          |
| Sops Of Wine | Siehe: Frühe Muskatrenette                                                          | Siehe: Frühe Muskatrenette                                                          | Siehe: Frühe Muskatrenette                                                                                                   | Siehe: Frühe Muskatrenette | Siehe: Frühe Muskatrenette                                                          |
| Sossenheimer Roter |                                                                                     |                                                                                     | | | o                                                                                   |
| Sossenheimer Streifling |                                                                                     |                                                                                     | | | o, p (S. 604f)                                                                      |
| Soulard |                                                                                     |                                                                                     | | |                                                                                     |
| Soulard Hybrid |                                                                                     |                                                                                     | | Holzapfelsorte |                                                                                     |
| Sour Bough |                                                                                     |                                                                                     | | |                                                                                     |
| South Park |                                                                                     | Cox Orange × Unbekannt                                                              | | | f                                                                                   |
| Southern Rose |                                                                                     | Braeburn                                                                            | | |                                                                                     |
| Southern Snap |                                                                                     |                                                                                     | | | j                                                                                   |
| Southfield |                                                                                     |                                                                                     | | | a                                                                                   |
| Souvenir |                                                                                     |                                                                                     | | | e, j                                                                                |
| Sovari Comun |                                                                                     |                                                                                     | | | f                                                                                   |
| Sovari Nobil (Of Romania) | Siehe: Nemes Sovari                                                                 | Siehe: Nemes Sovari                                                                 | Siehe: Nemes Sovari | Siehe: Nemes Sovari | Siehe: Nemes Sovari                                                                 |
| Sowman's Seedling |                                                                                     |                                                                                     | | | f                                                                                   |
| Spaanse Keiing |                                                                                     |                                                                                     | | | f                                                                                   |
| Späher Des Nordens | Siehe: Northern Spy                                                                 | Siehe: Northern Spy                                                                 | Siehe: Northern Spy | Siehe: Northern Spy | Siehe: Northern Spy                                                                 |
| Spanische Herbst-Renette (oder: Spanische Herbstrenette) |                                                                                     |                                                                                     | | | h (Nr. 481, S. 534), o, p (S. 607)                                                  |
| Spanische Herbstrenette | Siehe: Spanische Herbst-Renette                                                     | Siehe: Spanische Herbst-Renette                                                     | Siehe: Spanische Herbst-Renette                                                                                              | Siehe: Spanische Herbst-Renette | Siehe: Spanische Herbst-Renette                                                     |
| Spanischer Gestreifter Gulderling |                                                                                     |                                                                                     | | | o                                                                                   |
| Spanischer Gulderling |                                                                                     |                                                                                     | | | p (S. 608)                                                                          |
| Spanischer Pepping |                                                                                     |                                                                                     | | | h (Nr. 535, S. 592)                                                                 |
| Spark's Late |                                                                                     |                                                                                     | | |                                                                                     |
| Sparkler |                                                                                     |                                                                                     | | | e                                                                                   |
| Sparmanns Wunderapfel |                                                                                     |                                                                                     | | | o                                                                                   |
| Sparreholm |                                                                                     |                                                                                     | | | e                                                                                   |
| Sparta |                                                                                     |                                                                                     | | |                                                                                     |
| Spartan | Apfel, Apfelsorte Spartan                                                           | Mcintosh × Yellow Newtown Pippin                                                    | 1926 gezüchtet in British Columbia, Kanada. Markteinführung 1936                                                             | Aromatisch. Mittelgroßer Apfel, weißes Fruchtfleisch, härtere, rot-violette Schale, gut geeignet zur Lagerung, Baum gut frosthart, nur wenig anfällig für Krankheiten.                                                   | a, c, d, e, f, g (S. 268), j, o                                                     |
| Spartan Compact |                                                                                     |                                                                                     | | | e                                                                                   |
| Spasovka Kvasna |                                                                                     |                                                                                     | | | e                                                                                   |
| Spässerud |                                                                                     |                                                                                     | | |                                                                                     |
| Spätblühender Matapfel | Siehe: Weißer Matapfel                                                              | Siehe: Weißer Matapfel                                                              | Siehe: Weißer Matapfel | Siehe: Weißer Matapfel | Siehe: Weißer Matapfel                                                              |
| Spätblühender Matapfel Christ |                                                                                     |                                                                                     | | | p (S. 609)                                                                          |
| Spätblühender Taffetapfel (oder: Ebners Taffetapfel) |                                                                                     |                                                                                     | | | f, h (Nr. 666, S. 742), j, o, p (S. 610f)                                           |
| Späte Gelbe Renette |                                                                                     |                                                                                     | | | h (Nr. 561, S. 622), o, p (S. 612f)                                                 |
| Späte Weiße Herbstrenette |                                                                                     |                                                                                     | | |                                                                                     |
| Später Harter Streifling |                                                                                     |                                                                                     | | | p (S. 614)                                                                          |
| Später Klarapfel | Siehe: Herzogin Olga                                                                | Siehe: Herzogin Olga                                                                | Siehe: Herzogin Olga | Siehe: Herzogin Olga | Siehe: Herzogin Olga                                                                |
| Später Transparent |                                                                                     |                                                                                     | | | o                                                                                   |
| Später Winterstreifling |                                                                                     |                                                                                     | | | p (S. 615)                                                                          |
| Spätlauber |                                                                                     |                                                                                     | | | o                                                                                   |
| Speeckaert |                                                                                     |                                                                                     | | | o                                                                                   |
| Spencer |                                                                                     | Mcintosh × Golden Delicious                                                         | | | a, e, f, j                                                                          |
| Spencer Seedless |                                                                                     |                                                                                     | | | f                                                                                   |
| Spencers Pepping |                                                                                     |                                                                                     | | |                                                                                     |
| Speon |                                                                                     |                                                                                     | | |                                                                                     |
| Sperenza |                                                                                     |                                                                                     | | | j                                                                                   |
| Spessartapfel |                                                                                     |                                                                                     | | | p (S. 616)                                                                          |
| Spielberger Wieslesapfel |                                                                                     |                                                                                     | | | o                                                                                   |
| Spigold |                                                                                     |                                                                                     | | | a, d, f                                                                             |
| Spijon |                                                                                     |                                                                                     | | | a, e, f                                                                             |
| Spilmoseaeble |                                                                                     |                                                                                     | | | o                                                                                   |
| Spitz |                                                                                     |                                                                                     | | |                                                                                     |
| Spitz Esopus |                                                                                     |                                                                                     | | |                                                                                     |
| Spitze Graue | Siehe: Spitzrabau                                                                   | Siehe: Spitzrabau                                                                   | Siehe: Spitzrabau | Siehe: Spitzrabau | Siehe: Spitzrabau                                                                   |
| Spitze Schafsnase |                                                                                     |                                                                                     | | | p (S. 617)                                                                          |
| Spitzenberg |                                                                                     |                                                                                     | | |                                                                                     |
| Spitzenburg |                                                                                     |                                                                                     | | | a                                                                                   |
| Spitzenkasseler | Siehe: Adams Parmäne                                                                | Siehe: Adams Parmäne                                                                | Siehe: Adams Parmäne | Siehe: Adams Parmäne | Siehe: Adams Parmäne                                                                |
| Spitzer Backapfel |                                                                                     |                                                                                     | | Benannt durch Richard Zorn. | p (S. 618)                                                                          |
| Spitzer Gulderling |                                                                                     |                                                                                     | | Benannt durch Richard Zorn. | p (S. 619)                                                                          |
| Spitzer Prinzenapfel |                                                                                     |                                                                                     | | | o                                                                                   |
| Spitzer Prinzessinapfel |                                                                                     |                                                                                     | | | p (S. 620)                                                                          |
| Spitzlederer | Siehe: Tiroler Spitz-Lederapfel                                                     | Siehe: Tiroler Spitz-Lederapfel                                                     | Siehe: Tiroler Spitz-Lederapfel                                                                                              | Siehe: Tiroler Spitz-Lederapfel | Siehe: Tiroler Spitz-Lederapfel                                                     |
| Spitzrabau (oder: Spitze Graue, Spitzrenette) |                                                                                     |                                                                                     | | Süß-säuerlich, ohne besonderes Aroma. Beschreibung | o                                                                                   |
| Spitzrenette | Siehe: Spitzrabau                                                                   | Siehe: Spitzrabau                                                                   | Siehe: Spitzrabau | Siehe: Spitzrabau | Siehe: Spitzrabau                                                                   |
| Spitzwissiker (oder: Grosser Galwyler, Pfaffenapfel, Schafnase) |                                                                                     |                                                                                     | 1759, Zürich | Koch-, Dörr und Mostapfel | o, q (S. 25)                                                                        |
| Spiza |                                                                                     |                                                                                     | | | f                                                                                   |
| Splendor | Siehe: Splendour                                                                    | Siehe: Splendour                                                                    | Siehe: Splendour | Siehe: Splendour | Siehe: Splendour                                                                    |
| Splendour (oder: Splendor) |                                                                                     |                                                                                     | 1948 in Neuseeland | | a, c, e, f                                                                          |
| Sponheimer Flurapfel |                                                                                     |                                                                                     | | | j, o                                                                                |
| Spontanea |                                                                                     |                                                                                     | | | e                                                                                   |
| Sporion |                                                                                     |                                                                                     | | |                                                                                     |
| Spotschiebler | Siehe: Breitacher                                                                   | Siehe: Breitacher                                                                   | Siehe: Breitacher | Siehe: Breitacher | Siehe: Breitacher                                                                   |
| Spring Snow |                                                                                     |                                                                                     | | | e                                                                                   |
| Springdale |                                                                                     |                                                                                     | | |                                                                                     |
| Springgrove Codlin |                                                                                     |                                                                                     | | | o                                                                                   |
| Spur Arkansas Black |                                                                                     |                                                                                     | | | e                                                                                   |
| Spur Goldblush |                                                                                     |                                                                                     | | | e                                                                                   |
| Spur Red Rome Beauty |                                                                                     |                                                                                     | | | e                                                                                   |
| Spur Winter Banana |                                                                                     |                                                                                     | | | e                                                                                   |
| Spuree Rome Beauty |                                                                                     |                                                                                     | | | e                                                                                   |
| Spurkoop |                                                                                     |                                                                                     | | | e, o                                                                                |
| Spy Double Red |                                                                                     |                                                                                     | | | e                                                                                   |
| Spyron |                                                                                     |                                                                                     | | | o                                                                                   |
| Sq 159 (oder: Magic Star, Natyra) |                                                                                     | Elise × schorfresistente Selektionssorte                                            | vor 2015 in Wageningen | Der Markenname Natyra setzt den Bio-Anbau voraus. Knackig, saftig, süß, mit dezenter Säure. Von Frutania erzeugte Äpfel vom Bodensee werden von Edeka unter dem Markennamen Magic Star vermarktet.                       |                                                                                     |
| St. Brita |                                                                                     |                                                                                     | | Beschreibung |                                                                                     |
| St. Edmund's Pippin |                                                                                     |                                                                                     | 1870er in Suffolk, England                                                                                                   | | c                                                                                   |
| St. Germainapfel | Siehe: Virginischer Rosenapfel                                                      | Siehe: Virginischer Rosenapfel                                                      | Siehe: Virginischer Rosenapfel                                                                                               | Siehe: Virginischer Rosenapfel | Siehe: Virginischer Rosenapfel                                                      |
| St. Hilaire |                                                                                     |                                                                                     | | |                                                                                     |
| St. Lawrence |                                                                                     |                                                                                     | | |                                                                                     |
| St. Sauveurer Calvill |                                                                                     |                                                                                     | | | h (Nr. 22, S. 25)                                                                   |
| Staaten-Parmäne |                                                                                     |                                                                                     | | | h (Nr. 434, S. 486), o, p (S. 621)                                                  |
| Stable Jersey |                                                                                     |                                                                                     | | | f                                                                                   |
| Stadler Hagapfel |                                                                                     |                                                                                     | | | o                                                                                   |
| Stäfner Kalvill | Siehe: London Pepping                                                               | Siehe: London Pepping                                                               | Siehe: London Pepping | Siehe: London Pepping | Siehe: London Pepping                                                               |
| Stäfner Rosen | Siehe: Stäfner Rosenapfel                                                           | Siehe: Stäfner Rosenapfel                                                           | Siehe: Stäfner Rosenapfel | Siehe: Stäfner Rosenapfel | Siehe: Stäfner Rosenapfel                                                           |
| Stäfner Rosenapfel (oder: Stäfner Rosen) |                                                                                     |                                                                                     | | | f, o                                                                                |
| Stahls Prinz |                                                                                     |                                                                                     | | | e                                                                                   |
| Stahls Winterprinz | Siehe: Winter-Prinz                                                                 | Siehe: Winter-Prinz                                                                 | Siehe: Winter-Prinz | Siehe: Winter-Prinz | Siehe: Winter-Prinz                                                                 |
| Stanard |                                                                                     |                                                                                     | | |                                                                                     |
| Stanislaus |                                                                                     |                                                                                     | | | l (S. 27), o                                                                        |
| Stannard Seedling |                                                                                     |                                                                                     | | |                                                                                     |
| Stanway Seedling |                                                                                     |                                                                                     | | | f                                                                                   |
| Star |                                                                                     |                                                                                     | | |                                                                                     |
| Star Of Devon |                                                                                     |                                                                                     | 1905 in UK | | c, e, f                                                                             |
| Stäringe Karin |                                                                                     |                                                                                     | | |                                                                                     |
| Stark |                                                                                     |                                                                                     | | | e                                                                                   |
| Stark Earliblaze |                                                                                     |                                                                                     | | | f                                                                                   |
| Stark Earliest | Siehe: Stark's Earliest                                                             | Siehe: Stark's Earliest                                                             | Siehe: Stark's Earliest | Siehe: Stark's Earliest | Siehe: Stark's Earliest                                                             |
| Stark Winter King |                                                                                     |                                                                                     | | | e                                                                                   |
| Starking |                                                                                     |                                                                                     | Mutation von Red Delicious                                                                                                   | | a, e, f                                                                             |
| Starking Delicious | Siehe: Starking                                                                     | Siehe: Starking                                                                     | Siehe: Starking | Siehe: Starking | Siehe: Starking                                                                     |
| Starkrimson | Siehe: Starkrimson Delicious                                                        | Siehe: Starkrimson Delicious                                                        | Siehe: Starkrimson Delicious                                                                                                 | Siehe: Starkrimson Delicious | Siehe: Starkrimson Delicious                                                        |
| Starkrimson Delicious (oder: Red Delicious Starkrimson, Starkrimson) |                                                                                     |                                                                                     | Mutation von Red Delicious                                                                                                   | | a, e, f, j                                                                          |
| Starkrimson Red Delicious |                                                                                     |                                                                                     | | | a                                                                                   |
| Stark's Earliest (oder: Scarlet Pimpernel, Stark Earliest) |                                                                                     |                                                                                     | 1938 in Orofino, Idaho, USA                                                                                                  | | c, e, f, g (S. 269), j, o                                                           |
| Stark's Late Delicious |                                                                                     |                                                                                     | | | f                                                                                   |
| Starkspur Arkansas Black |                                                                                     |                                                                                     | | | e                                                                                   |
| Starkspur Golden Delicious |                                                                                     |                                                                                     | | | e, f                                                                                |
| Starkspur Granny Smith |                                                                                     |                                                                                     | | | e                                                                                   |
| Starkspur Mcintosh (oder: Mcintosh Starkspur) |                                                                                     | Mcintosh × unbekannt                                                                | | | e, f                                                                                |
| Starkspur Red |                                                                                     |                                                                                     | | | e                                                                                   |
| Starkspur Red Delicious | Siehe: Red Delicious Starkspur                                                      | Siehe: Red Delicious Starkspur                                                      | Siehe: Red Delicious Starkspur                                                                                               | Siehe: Red Delicious Starkspur | Siehe: Red Delicious Starkspur                                                      |
| Starkspur Supreme | Siehe: Pagsup Spur Type                                                             | Siehe: Pagsup Spur Type                                                             | Siehe: Pagsup Spur Type | Siehe: Pagsup Spur Type | Siehe: Pagsup Spur Type                                                             |
| Starkspur Winesap |                                                                                     |                                                                                     | | | e                                                                                   |
| Starlight |                                                                                     |                                                                                     | | | e                                                                                   |
| Starr |                                                                                     |                                                                                     | | | a, f                                                                                |
| Starreinette | Siehe: Rote Sternrenette                                                            | Siehe: Rote Sternrenette                                                            | Siehe: Rote Sternrenette | Siehe: Rote Sternrenette | Siehe: Rote Sternrenette                                                            |
| State Fair | Siehe: Statefair                                                                    | Siehe: Statefair                                                                    | Siehe: Statefair | Siehe: Statefair | Siehe: Statefair                                                                    |
| Statefair (oder: State Fair) |                                                                                     | Mantet × Oriole                                                                     | 1949 in Minnesota | | a, e, f, g (S. 269)                                                                 |
| Statesman |                                                                                     |                                                                                     | | |                                                                                     |
| Statesman Red Sport |                                                                                     |                                                                                     | | | f                                                                                   |
| Stäubli 2 |                                                                                     | Jonathan × Glockenapfel                                                             | Oberrieden, Kanton Zürich | | o                                                                                   |
| Stayman |                                                                                     |                                                                                     | 1866 in USA | | a, c, d                                                                             |
| Stayman Winesap (oder: Blackstayman) |                                                                                     |                                                                                     | | | j, o                                                                                |
| Stearns |                                                                                     |                                                                                     | | | a, f                                                                                |
| Stechmann | Siehe: Elstar Stechmann                                                             | Siehe: Elstar Stechmann                                                             | Siehe: Elstar Stechmann | Siehe: Elstar Stechmann | Siehe: Elstar Stechmann                                                             |
| Stedinger Prinz |                                                                                     |                                                                                     | | | j, o                                                                                |
| Stefan |                                                                                     |                                                                                     | | |                                                                                     |
| Steierischer Winter-Borsdorfer | Siehe: Steirischer Maschanzker                                                      | Siehe: Steirischer Maschanzker                                                      | Siehe: Steirischer Maschanzker                                                                                               | Siehe: Steirischer Maschanzker | Siehe: Steirischer Maschanzker                                                      |
| Steikema 1 |                                                                                     |                                                                                     | | | e                                                                                   |
| Steinapfel |                                                                                     |                                                                                     | | | o                                                                                   |
| Steinbacher |                                                                                     |                                                                                     | | | j                                                                                   |
| Steinbacher Streifling |                                                                                     |                                                                                     | | | p (S. 622)                                                                          |
| Steinburger Schmalprinz |                                                                                     |                                                                                     | | | s                                                                                   |
| Steiner | Siehe: Welschisner                                                                  | Siehe: Welschisner                                                                  | Siehe: Welschisner | Siehe: Welschisner | Siehe: Welschisner                                                                  |
| Steinkeil |                                                                                     |                                                                                     | | | o                                                                                   |
| Steinpepping |                                                                                     |                                                                                     | | | o                                                                                   |
| Steirische Schafsnase |                                                                                     |                                                                                     | | | o                                                                                   |
| Steirischer Maschanzker (oder: Eisapfel, Grazer Maschanzker, Steierischer Winter-Borsdorfer, Steirischer Winter-Maschanzker, Steirischer Winterborsdorfer) |                                                                                     |                                                                                     | vor 1800 Österreich Steiermark Winterapfel                                                                                   | Beschreibung | h (Nr. 342, S. 386), j, o                                                           |
| Steirischer Passamaner (oder: Breittaschel, Passamaner) |                                                                                     |                                                                                     | Steiermark | Beschreibung | o                                                                                   |
| Steirischer Roter Marschansker |                                                                                     |                                                                                     | | | e, f, g (S. 269)                                                                    |
| Steirischer Winter-Maschanzker | Siehe: Steirischer Maschanzker                                                      | Siehe: Steirischer Maschanzker                                                      | Siehe: Steirischer Maschanzker                                                                                               | Siehe: Steirischer Maschanzker | Siehe: Steirischer Maschanzker                                                      |
| Steirischer Winterborsdorfer | Siehe: Steirischer Maschanzker                                                      | Siehe: Steirischer Maschanzker                                                      | Siehe: Steirischer Maschanzker                                                                                               | Siehe: Steirischer Maschanzker | Siehe: Steirischer Maschanzker                                                      |
| Stela |                                                                                     |                                                                                     | | | o                                                                                   |
| Stembridge Cluster |                                                                                     |                                                                                     | | | e, f                                                                                |
| Stembridge Jersey |                                                                                     |                                                                                     | | | f                                                                                   |
| Stenbock |                                                                                     |                                                                                     | | | j                                                                                   |
| Stenkyrke |                                                                                     |                                                                                     | | |                                                                                     |
| Sterappel | Siehe: Rote Sternrenette                                                            | Siehe: Rote Sternrenette                                                            | Siehe: Rote Sternrenette | Siehe: Rote Sternrenette | Siehe: Rote Sternrenette                                                            |
| Stern-Rambour | Siehe: Sternrambur                                                                  | Siehe: Sternrambur                                                                  | Siehe: Sternrambur | Siehe: Sternrambur | Siehe: Sternrambur                                                                  |
| Stern Von Bühren |                                                                                     |                                                                                     | | | j, o                                                                                |
| Sternapfel | Siehe: Sternapi, Weißer Winter-Calville                                             | Siehe: Sternapi, Weißer Winter-Calville                                             | Siehe: Sternapi, Weißer Winter-Calville                                                                                      | Siehe: Sternapi, Weißer Winter-Calville | Siehe: Sternapi, Weißer Winter-Calville                                             |
| Sternapi (oder: Api Étoilé, Calville Étoilée, Gelber Sternförmiger Api, Reinette Rouge Étoilée, Sternapfel) |                                                                                     |                                                                                     | Schweiz, Ursprung möglicherweise Römisches Reich                                                                             | | a, h (Nr. 686, S. 763), j, o                                                        |
| Sternborsdorfer | Siehe: Breitacher                                                                   | Siehe: Breitacher                                                                   | Siehe: Breitacher | Siehe: Breitacher | Siehe: Breitacher                                                                   |
| Sternrambur |                                                                                     |                                                                                     | | | o, p (S. 623)                                                                       |
| Sternrenette | Siehe: Kanadarenette                                                                | Siehe: Kanadarenette                                                                | Siehe: Kanadarenette | Siehe: Kanadarenette | Siehe: Kanadarenette                                                                |
| Sternwirtsapfel | Siehe: Lohrer Rambur                                                                | Siehe: Lohrer Rambur                                                                | Siehe: Lohrer Rambur | Siehe: Lohrer Rambur | Siehe: Lohrer Rambur                                                                |
| Stevenson Wealthy |                                                                                     |                                                                                     | | | f                                                                                   |
| Stewart's Ballarat Seedling | Siehe: Ballarat Seedling                                                            | Siehe: Ballarat Seedling                                                            | Siehe: Ballarat Seedling | Siehe: Ballarat Seedling | Siehe: Ballarat Seedling                                                            |
| Steyne Seedling |                                                                                     |                                                                                     | | | f                                                                                   |
| Steyrischer Rosenapfel |                                                                                     |                                                                                     | | | p (S. 624)                                                                          |
| Stiefmütterchen | Siehe: Gloria Mundi                                                                 | Siehe: Gloria Mundi                                                                 | Siehe: Gloria Mundi | Siehe: Gloria Mundi | Siehe: Gloria Mundi                                                                 |
| Stielapfel | Siehe: Weißer Matapfel                                                              | Siehe: Weißer Matapfel                                                              | Siehe: Weißer Matapfel | Siehe: Weißer Matapfel | Siehe: Weißer Matapfel                                                              |
| Stielapfel (Diel) |                                                                                     |                                                                                     | | | p (S. 625)                                                                          |
| Stiftsapfel | Siehe: Harberts Renette                                                             | Siehe: Harberts Renette                                                             | Siehe: Harberts Renette | Siehe: Harberts Renette | Siehe: Harberts Renette                                                             |
| Stina Lohmann |                                                                                     | Zufallssämling                                                                      | um 1800 in Kellinghusen | | f, j, o                                                                             |
| Stinas Äpple |                                                                                     |                                                                                     | | |                                                                                     |
| Stinson |                                                                                     |                                                                                     | | |                                                                                     |
| Stintenburger | Siehe: Gelber Richard                                                               | Siehe: Gelber Richard                                                               | Siehe: Gelber Richard | Siehe: Gelber Richard | Siehe: Gelber Richard                                                               |
| Stire | Siehe: Forest Styre                                                                 | Siehe: Forest Styre                                                                 | Siehe: Forest Styre | Siehe: Forest Styre | Siehe: Forest Styre                                                                 |
| Stirling Castle |                                                                                     |                                                                                     | | | a, f                                                                                |
| Stirling Charles |                                                                                     |                                                                                     | | | e                                                                                   |
| Stirom | Siehe: Forest Styre                                                                 | Siehe: Forest Styre                                                                 | Siehe: Forest Styre | Siehe: Forest Styre | Siehe: Forest Styre                                                                 |
| Stobo Castle |                                                                                     |                                                                                     | | | f                                                                                   |
| Stoke Allow |                                                                                     |                                                                                     | | | f                                                                                   |
| Stoke Edith Pippin |                                                                                     |                                                                                     | | | f                                                                                   |
| Stoke Red |                                                                                     |                                                                                     | frühes 20. Jahrhundert in Rodney Stoke, Somerset, England                                                                    | | a, c, e, f                                                                          |
| Stollberger Schlossapfel |                                                                                     |                                                                                     | | |                                                                                     |
| Stone |                                                                                     |                                                                                     | | |                                                                                     |
| Stone Pippin |                                                                                     |                                                                                     | | | e                                                                                   |
| Stonecrop |                                                                                     |                                                                                     | | | f                                                                                   |
| Stonehenge |                                                                                     |                                                                                     | | | f                                                                                   |
| Stone's Apple |                                                                                     |                                                                                     | | |                                                                                     |
| Stone's Mosaic |                                                                                     |                                                                                     | | | f                                                                                   |
| Stonetosh |                                                                                     |                                                                                     | | | f                                                                                   |
| Storappel |                                                                                     |                                                                                     | | | e                                                                                   |
| Storey's Seedling |                                                                                     |                                                                                     | | | f                                                                                   |
| Stowell Cox |                                                                                     | Cox Orange × Unbekannt                                                              | | | f                                                                                   |
| Strahlapfel |                                                                                     |                                                                                     | | | p (S. 626)                                                                          |
| Straßburger | Siehe: Geflammter Kardinal                                                          | Siehe: Geflammter Kardinal                                                          | Siehe: Geflammter Kardinal                                                                                                   | Siehe: Geflammter Kardinal | Siehe: Geflammter Kardinal                                                          |
| Straßenapfel |                                                                                     |                                                                                     | | Benannt durch Richard Zorn. | p (S. 627)                                                                          |
| Strathmore |                                                                                     |                                                                                     | | Beschreibung | e                                                                                   |
| Strauwalds Neue Goldparmäne (oder: Haunschilds Goldparmäne, Parmäne Strauwaldt, Strauwaldts Goldparmäne, Strauwaldts Parmäne) |                                                                                     |                                                                                     | | | j, o                                                                                |
| Strawberry |                                                                                     |                                                                                     | | |                                                                                     |
| Strawberry Norman |                                                                                     |                                                                                     | | | f                                                                                   |
| Strawberry Parfait |                                                                                     |                                                                                     | | | a                                                                                   |
| Strawberry Pippin |                                                                                     |                                                                                     | | | a, e, f                                                                             |
| Streeping |                                                                                     |                                                                                     | | | o                                                                                   |
| Streepkesappel | Siehe: Sommer-Seidenhemdchen                                                        | Siehe: Sommer-Seidenhemdchen                                                        | Siehe: Sommer-Seidenhemdchen                                                                                                 | Siehe: Sommer-Seidenhemdchen | Siehe: Sommer-Seidenhemdchen                                                        |
| Streifacher | Siehe: Schneiderapfel                                                               | Siehe: Schneiderapfel                                                               | Siehe: Schneiderapfel | Siehe: Schneiderapfel | Siehe: Schneiderapfel                                                               |
| Streifapfel |                                                                                     |                                                                                     | | | j                                                                                   |
| Streifling |                                                                                     |                                                                                     | | | o                                                                                   |
| Striemapfel |                                                                                     |                                                                                     | | | p (S. 628)                                                                          |
| Striepeling | Siehe: Herbst-Streifling                                                            | Siehe: Herbst-Streifling                                                            | Siehe: Herbst-Streifling | Siehe: Herbst-Streifling | Siehe: Herbst-Streifling                                                            |
| Strieping | Siehe: Brabanter Bellefleur                                                         | Siehe: Brabanter Bellefleur                                                         | Siehe: Brabanter Bellefleur                                                                                                  | Siehe: Brabanter Bellefleur | Siehe: Brabanter Bellefleur                                                         |
| Striped Beaupin |                                                                                     |                                                                                     | | |                                                                                     |
| Striped Beefing |                                                                                     |                                                                                     | | | f                                                                                   |
| Striped Tawny |                                                                                     |                                                                                     | | | e                                                                                   |
| Strippy |                                                                                     |                                                                                     | | | f                                                                                   |
| Strömapfel | Siehe: Bohnapfel                                                                    | Siehe: Bohnapfel                                                                    | Siehe: Bohnapfel | Siehe: Bohnapfel | Siehe: Bohnapfel                                                                    |
| Strudelapfel | Siehe: Geflammter Kardinal                                                          | Siehe: Geflammter Kardinal                                                          | Siehe: Geflammter Kardinal                                                                                                   | Siehe: Geflammter Kardinal | Siehe: Geflammter Kardinal                                                          |
| Strumer Pippin |                                                                                     |                                                                                     | | | e                                                                                   |
| Strýmka |                                                                                     |                                                                                     | | |                                                                                     |
| Stuarts Golden |                                                                                     |                                                                                     | | |                                                                                     |
| Stücklerapfel |                                                                                     |                                                                                     | | | o                                                                                   |
| Stump |                                                                                     |                                                                                     | | |                                                                                     |
| Sturdeespur |                                                                                     |                                                                                     | | | a                                                                                   |
| Sturmer Pepping | Siehe: Sturmers Pepping                                                             | Siehe: Sturmers Pepping                                                             | Siehe: Sturmers Pepping | Siehe: Sturmers Pepping | Siehe: Sturmers Pepping                                                             |
| Sturmer Pippin | Siehe: Sturmers Pepping                                                             | Siehe: Sturmers Pepping                                                             | Siehe: Sturmers Pepping | Siehe: Sturmers Pepping | Siehe: Sturmers Pepping                                                             |
| Sturmers Pepping (oder: Sturmer Pepping, Sturmer Pippin) |                                                                                     |                                                                                     | um 1800 in Sturmer, Essex, England                                                                                           | | a, c, f, h (Nr. 475, S. 528), p (S. 629)                                            |
| Styre | Siehe: Forest Styre                                                                 | Siehe: Forest Styre                                                                 | Siehe: Forest Styre | Siehe: Forest Styre | Siehe: Forest Styre                                                                 |
| Succary |                                                                                     |                                                                                     | | | e                                                                                   |
| Süderhex |                                                                                     |                                                                                     | | | j, o                                                                                |
| Süeßhungecht |                                                                                     |                                                                                     | | | o                                                                                   |
| Sugar Loaf Pippin | Siehe: Zuckerhut-Apfel                                                              | Siehe: Zuckerhut-Apfel                                                              | Siehe: Zuckerhut-Apfel | Siehe: Zuckerhut-Apfel | Siehe: Zuckerhut-Apfel                                                              |
| Sugar Thyme |                                                                                     |                                                                                     | | | e                                                                                   |
| Sugarbee |                                                                                     |                                                                                     | | |                                                                                     |
| Suislepas Rozabols |                                                                                     |                                                                                     | | | e                                                                                   |
| Suisleper (oder: Malinovka) |                                                                                     |                                                                                     | | |                                                                                     |
| Suislepp | Siehe: Suislepper                                                                   | Siehe: Suislepper                                                                   | Siehe: Suislepper | Siehe: Suislepper | Siehe: Suislepper                                                                   |
| Suislepper (oder: Huovilan Omena, Suislepp, Suislepskoje, Weißensteiner Rothstrahliger) |                                                                                     |                                                                                     | Ein Herr Goegginger bezog die Sorte um 1907 vom Gut Suislepp, Dorpat (Estland), wohin sie aus Frankreich gekommen sein soll. | | e, j, o                                                                             |
| Suislepskoje | Siehe: Suislepper                                                                   | Siehe: Suislepper                                                                   | Siehe: Suislepper | Siehe: Suislepper | Siehe: Suislepper                                                                   |
| Sukkertop |                                                                                     |                                                                                     | | |                                                                                     |
| Sukkertop Fra Vaalse |                                                                                     |                                                                                     | | | o                                                                                   |
| Sulinger Grünling (oder: Grünecke) |                                                                                     |                                                                                     | | | h (Nr. 646, S. 717), j, l (S. 21), o                                                |
| Sulzbacher Backapfel | Siehe: Grünweißer Backapfel                                                         | Siehe: Grünweißer Backapfel                                                         | Siehe: Grünweißer Backapfel                                                                                                  | Siehe: Grünweißer Backapfel | Siehe: Grünweißer Backapfel                                                         |
| Sulzbacher Liebling | Siehe: Celler Dickstiel                                                             | Siehe: Celler Dickstiel                                                             | Siehe: Celler Dickstiel | Siehe: Celler Dickstiel | Siehe: Celler Dickstiel                                                             |
| Sulzbacher Renette | Siehe: Celler Dickstiel                                                             | Siehe: Celler Dickstiel                                                             | Siehe: Celler Dickstiel | Siehe: Celler Dickstiel | Siehe: Celler Dickstiel                                                             |
| Summer Apple |                                                                                     |                                                                                     | | | f                                                                                   |
| Summer Blenheim |                                                                                     |                                                                                     | | | f                                                                                   |
| Summer Broaden |                                                                                     |                                                                                     | | | f                                                                                   |
| Summer Champion |                                                                                     |                                                                                     | | | a                                                                                   |
| Summercrisp |                                                                                     | Kreuzung aus (Nela x Rebekka) x Delbarestivale                                      | LVWO Weinsberg 2013 | | a                                                                                   |
| Summer Extra |                                                                                     |                                                                                     | | |                                                                                     |
| Summer Golden Pippin | Siehe: Sommergoldpepping                                                            | Siehe: Sommergoldpepping                                                            | Siehe: Sommergoldpepping | Siehe: Sommergoldpepping | Siehe: Sommergoldpepping                                                            |
| Summer Hagloe | Siehe: Hagloe                                                                       | Siehe: Hagloe                                                                       | Siehe: Hagloe | Siehe: Hagloe | Siehe: Hagloe                                                                       |
| Summer John |                                                                                     |                                                                                     | | | f                                                                                   |
| Summer King |                                                                                     |                                                                                     | | |                                                                                     |
| Summer Mac |                                                                                     |                                                                                     | | | a                                                                                   |
| Summer Pearmain |                                                                                     |                                                                                     | | | a                                                                                   |
| Summer Pound |                                                                                     |                                                                                     | | |                                                                                     |
| Summer Queen |                                                                                     |                                                                                     | | |                                                                                     |
| Summer Rambo | Siehe: Müschens Rosenapfel                                                          | Siehe: Müschens Rosenapfel                                                          | Siehe: Müschens Rosenapfel                                                                                                   | Siehe: Müschens Rosenapfel | Siehe: Müschens Rosenapfel                                                          |
| Summer Rambour | Siehe: Müschens Rosenapfel                                                          | Siehe: Müschens Rosenapfel                                                          | Siehe: Müschens Rosenapfel                                                                                                   | Siehe: Müschens Rosenapfel | Siehe: Müschens Rosenapfel                                                          |
| Summer Rose |                                                                                     |                                                                                     | | | a, f                                                                                |
| Summer Spitzenburg |                                                                                     |                                                                                     | | |                                                                                     |
| Summer Stibbert |                                                                                     |                                                                                     | | | f                                                                                   |
| Summer Treat |                                                                                     |                                                                                     | | | a                                                                                   |
| Summerfield |                                                                                     |                                                                                     | | | e                                                                                   |
| Summerfree |                                                                                     |                                                                                     | 1998 in Italien | | c                                                                                   |
| Summerglo |                                                                                     |                                                                                     | | | f                                                                                   |
| Summerland |                                                                                     |                                                                                     | | | f, j, o                                                                             |
| Summerland Red Mcintosh (oder: Mcintosh Summerland Red) |                                                                                     | Mcintosh × unbekannt                                                                | | | e                                                                                   |
| Summerred |                                                                                     | aus freier Abblüte von Spencer (Mcintosh × Golden Delicious) × Sämling Nr. S-4–8    | Kanada 1964 | | f, j, o                                                                             |
| Sun Fuji |                                                                                     |                                                                                     | | Sun Fuji ist eine Clubsorte des Fuji. |                                                                                     |
| Sunburn |                                                                                     | Cox Orange × Unbekannt                                                              | | | e, f                                                                                |
| Suncrisp |                                                                                     |                                                                                     | | | a, e                                                                                |
| Sundance |                                                                                     |                                                                                     | | | a                                                                                   |
| Sundown |                                                                                     |                                                                                     | | |                                                                                     |
| Sundowner | Siehe: Cripps Red                                                                   | Siehe: Cripps Red                                                                   | Siehe: Cripps Red | Siehe: Cripps Red | Siehe: Cripps Red                                                                   |
| Sungold |                                                                                     |                                                                                     | | | e, f                                                                                |
| Sunhong |                                                                                     |                                                                                     | | | e                                                                                   |
| Sunlight |                                                                                     |                                                                                     | | |                                                                                     |
| Sunny Brook |                                                                                     |                                                                                     | | | a                                                                                   |
| Sunrise |                                                                                     |                                                                                     | | | a, d, e, f, j, o                                                                    |
| Sunrise (Canada) |                                                                                     |                                                                                     | | |                                                                                     |
| Sunset |                                                                                     | Cox Orange × Unbekannt                                                              | 1918 in England | | a, c, e, f, o                                                                       |
| Sunset Sport |                                                                                     | Cox Orange × Unbekannt                                                              | | | f                                                                                   |
| Suntan (oder: Malling Suntan) |                                                                                     | Cox Orange × Königlicher Kurzstiel                                                  | 1955 (Züchtung) in UK | | a, c, e, f, j, o                                                                    |
| Super Chief | Siehe: Super Chief Delicious                                                        | Siehe: Super Chief Delicious                                                        | Siehe: Super Chief Delicious                                                                                                 | Siehe: Super Chief Delicious | Siehe: Super Chief Delicious                                                        |
| Super Chief Delicious (oder: Sandidge, Super Chief) |                                                                                     |                                                                                     | | | e                                                                                   |
| Super Compact |                                                                                     |                                                                                     | | | o                                                                                   |
| Superb | Siehe: Laxton's Superb                                                              | Siehe: Laxton's Superb                                                              | Siehe: Laxton's Superb | Siehe: Laxton's Superb | Siehe: Laxton's Superb                                                              |
| Superchief Spur Red Delicious |                                                                                     |                                                                                     | | | a                                                                                   |
| Superintendentenapfel |                                                                                     |                                                                                     | | | h (Nr. 497, S. 550), p (S. 630)                                                     |
| Superman |                                                                                     |                                                                                     | | | o                                                                                   |
| Supermanga | Siehe: Howgate Wonder                                                               | Siehe: Howgate Wonder                                                               | Siehe: Howgate Wonder | Siehe: Howgate Wonder | Siehe: Howgate Wonder                                                               |
| Supporter 4 (oder: Pi 80) |                                                                                     | M 9 × M 4                                                                           | nach 1965 | Unterlage |                                                                                     |
| Sure Crop |                                                                                     |                                                                                     | | | e, f                                                                                |
| Surpasse Frequin |                                                                                     |                                                                                     | | | e                                                                                   |
| Surprise |                                                                                     |                                                                                     | | | a, f                                                                                |
| Surprise Reinette |                                                                                     |                                                                                     | | | e                                                                                   |
| Süßapfel | Siehe: Pommerscher Langsüßer                                                        | Siehe: Pommerscher Langsüßer                                                        | Siehe: Pommerscher Langsüßer                                                                                                 | Siehe: Pommerscher Langsüßer | Siehe: Pommerscher Langsüßer                                                        |
| Süßapfel Brittnau |                                                                                     |                                                                                     | | | o                                                                                   |
| Süßapfel Leuzigen |                                                                                     |                                                                                     | | | o                                                                                   |
| Süßapfel Niederstocken |                                                                                     |                                                                                     | | | o                                                                                   |
| Süßapfel Röthenbach |                                                                                     |                                                                                     | | | o                                                                                   |
| Süße Graue Renette |                                                                                     |                                                                                     | | | h (Nr. 569, S. 630)                                                                 |
| Süße Herbst-Renette |                                                                                     |                                                                                     | | | h (Nr. 383, S. 431), j, o                                                           |
| Süße Hermingard |                                                                                     |                                                                                     | | | p (S. 631)                                                                          |
| Süße Imgard (oder: Sweet Ermgaard, Zoete Ermgaard) |                                                                                     |                                                                                     | | | a, f, g (S. 280)                                                                    |
| Süße Weiße |                                                                                     |                                                                                     | | | o                                                                                   |
| Süßer Backapfel |                                                                                     |                                                                                     | | | p (S. 632)                                                                          |
| Süßer Eggerapfel |                                                                                     |                                                                                     | | | o                                                                                   |
| Süßer Gulderling (oder: Zoete Gulderling, Zoete Ribbling) |                                                                                     |                                                                                     | | | h (Nr. 110, S. 124), l (S. 35)                                                      |
| Süßer Holaart |                                                                                     |                                                                                     | | | h (Nr. 96, S. 110)                                                                  |
| Süßer Kaffapfel |                                                                                     |                                                                                     | | | o                                                                                   |
| Süßer Königsapfel |                                                                                     |                                                                                     | Schlotterapfel | | l (S. 11)                                                                           |
| Süßer Maiapfel |                                                                                     |                                                                                     | | | p (S. 633)                                                                          |
| Süßer Matapfel |                                                                                     |                                                                                     | | | p (S. 634)                                                                          |
| Süßer Paradiesapfel |                                                                                     |                                                                                     | | | o                                                                                   |
| Süßer Pfaffenapfel |                                                                                     |                                                                                     | | | o                                                                                   |
| Süßer Prinzenapfel | Siehe: Pommerscher Langsüßer                                                        | Siehe: Pommerscher Langsüßer                                                        | Siehe: Pommerscher Langsüßer                                                                                                 | Siehe: Pommerscher Langsüßer | Siehe: Pommerscher Langsüßer                                                        |
| Süßer Schmiedapfel |                                                                                     |                                                                                     | | | p (S. 635ff)                                                                        |
| Süßer Streifling |                                                                                     |                                                                                     | | Benannt durch Richard Zorn. | p (S. 638)                                                                          |
| Süßer Verenacher |                                                                                     |                                                                                     | | | o                                                                                   |
| Süßer Weilbacher |                                                                                     |                                                                                     | | Benannt durch Richard Zorn. | p (S. 639)                                                                          |
| Süßer Zila |                                                                                     |                                                                                     | | | o                                                                                   |
| Süßer Zitronenapfel |                                                                                     |                                                                                     | | | h (Nr. 102, S. 116)                                                                 |
| Sussex Mother |                                                                                     |                                                                                     | | | f                                                                                   |
| Süßfranke |                                                                                     |                                                                                     | | | h (Nr. 479, S. 532)                                                                 |
| Süßgrauech |                                                                                     |                                                                                     | | | o                                                                                   |
| Süßholz-Reinette |                                                                                     |                                                                                     | | | o                                                                                   |
| Süßreinette | Siehe: Aargauer Herrenapfel                                                         | Siehe: Aargauer Herrenapfel                                                         | Siehe: Aargauer Herrenapfel                                                                                                  | Siehe: Aargauer Herrenapfel | Siehe: Aargauer Herrenapfel                                                         |
| Susvorenskoye |                                                                                     |                                                                                     | | | e                                                                                   |
| Sutton |                                                                                     |                                                                                     | | |                                                                                     |
| Sutton Beauty |                                                                                     |                                                                                     | | | a                                                                                   |
| Suvorovets |                                                                                     |                                                                                     | | | e                                                                                   |
| Svatava |                                                                                     |                                                                                     | | | o                                                                                   |
| Švýcarské |                                                                                     |                                                                                     | | |                                                                                     |
| Swaar | Siehe: Schwerer Apfel                                                               | Siehe: Schwerer Apfel                                                               | Siehe: Schwerer Apfel | Siehe: Schwerer Apfel | Siehe: Schwerer Apfel                                                               |
| Swayzie |                                                                                     |                                                                                     | | | a                                                                                   |
| Swedenborgs Muskatrenette | Siehe: Rotfranch                                                                    | Siehe: Rotfranch                                                                    | Siehe: Rotfranch | Siehe: Rotfranch | Siehe: Rotfranch                                                                    |
| Sweet Alford |                                                                                     |                                                                                     | | | a                                                                                   |
| Sweet Bough |                                                                                     |                                                                                     | | | a                                                                                   |
| Sweet Caroline |                                                                                     |                                                                                     | | | f                                                                                   |
| Sweet Coppin |                                                                                     |                                                                                     | | | a, e, f                                                                             |
| Sweet Cornelly |                                                                                     |                                                                                     | | | f                                                                                   |
| Sweet Delicious |                                                                                     |                                                                                     | | | a, e, f, o                                                                          |
| Sweet Ermgaard | Siehe: Süße Imgard                                                                  | Siehe: Süße Imgard                                                                  | Siehe: Süße Imgard | Siehe: Süße Imgard | Siehe: Süße Imgard                                                                  |
| Sweet Fameuse |                                                                                     |                                                                                     | | |                                                                                     |
| Sweet Greening |                                                                                     |                                                                                     | | |                                                                                     |
| Sweet Laden | Siehe: Brabanter Bellefleur                                                         | Siehe: Brabanter Bellefleur                                                         | Siehe: Brabanter Bellefleur                                                                                                  | Siehe: Brabanter Bellefleur | Siehe: Brabanter Bellefleur                                                         |
| Sweet Lading | Siehe: Brabanter Bellefleur                                                         | Siehe: Brabanter Bellefleur                                                         | Siehe: Brabanter Bellefleur                                                                                                  | Siehe: Brabanter Bellefleur | Siehe: Brabanter Bellefleur                                                         |
| Sweet Laydon | Siehe: Brabanter Bellefleur                                                         | Siehe: Brabanter Bellefleur                                                         | Siehe: Brabanter Bellefleur                                                                                                  | Siehe: Brabanter Bellefleur | Siehe: Brabanter Bellefleur                                                         |
| Sweet Leyden | Siehe: Brabanter Bellefleur                                                         | Siehe: Brabanter Bellefleur                                                         | Siehe: Brabanter Bellefleur                                                                                                  | Siehe: Brabanter Bellefleur | Siehe: Brabanter Bellefleur                                                         |
| Sweet Lilibet |                                                                                     |                                                                                     | | | a                                                                                   |
| Sweet Merlin |                                                                                     |                                                                                     | | | f                                                                                   |
| Sweet Orange |                                                                                     |                                                                                     | | |                                                                                     |
| Sweet Sixteen |                                                                                     |                                                                                     | 1973 in Minnesota, USA | | a, c, e                                                                             |
| Sweet Society |                                                                                     |                                                                                     | | | e                                                                                   |
| Sweet-Tart |                                                                                     |                                                                                     | | | f                                                                                   |
| Sweet Winesap |                                                                                     |                                                                                     | | | a                                                                                   |
| Sweetango (oder: Minneiska) |                                                                                     | Honeycrisp x Zestar                                                                 | 2009 in Minnesota, USA Seit 2019 wird er am Bodensee kultiviert.                                                             | | a, c                                                                                |
| Sweetie |                                                                                     |                                                                                     | | |                                                                                     |
| Swing | Siehe: X-Eleven                                                                     | Siehe: X-Eleven                                                                     | Siehe: X-Eleven | Siehe: X-Eleven | Siehe: X-Eleven                                                                     |
| Swiss Gourmet | Siehe: Arlet                                                                        | Siehe: Arlet                                                                        | Siehe: Arlet | Siehe: Arlet | Siehe: Arlet                                                                        |
| Swiss Limbertwig |                                                                                     |                                                                                     | | | a                                                                                   |
| Syke-House-Russet | Siehe: Englische Spital-Renette                                                     | Siehe: Englische Spital-Renette                                                     | Siehe: Englische Spital-Renette                                                                                              | Siehe: Englische Spital-Renette | Siehe: Englische Spital-Renette                                                     |
| Sykehouse Russet | Siehe: Englische Spital-Renette                                                     | Siehe: Englische Spital-Renette                                                     | Siehe: Englische Spital-Renette                                                                                              | Siehe: Englische Spital-Renette | Siehe: Englische Spital-Renette                                                     |
| Syker Dauerapfel |                                                                                     |                                                                                     | | | o                                                                                   |
| Syker Mühlenapfel |                                                                                     |                                                                                     | | | o                                                                                   |
| Sylvia |                                                                                     |                                                                                     | | | f                                                                                   |
| Symond's Winter |                                                                                     |                                                                                     | | | f                                                                                   |
| Syysjuovikas |                                                                                     |                                                                                     | | | o                                                                                   |
| Szabadkai Szercsika |                                                                                     |                                                                                     | | | f                                                                                   |
| Szacsvay Tafota |                                                                                     |                                                                                     | | | f                                                                                   |
| Szaszpap Alma |                                                                                     |                                                                                     | | | f                                                                                   |
| Szechenyi Renet |                                                                                     |                                                                                     | | | f                                                                                   |
| Szekely Alma | Siehe: Sikulaer                                                                     | Siehe: Sikulaer                                                                     | Siehe: Sikulaer | Siehe: Sikulaer | Siehe: Sikulaer                                                                     |
| Szekler Apfel | Siehe: Sikulaer                                                                     | Siehe: Sikulaer                                                                     | Siehe: Sikulaer | Siehe: Sikulaer | Siehe: Sikulaer                                                                     |